# Luise Duttenhofer

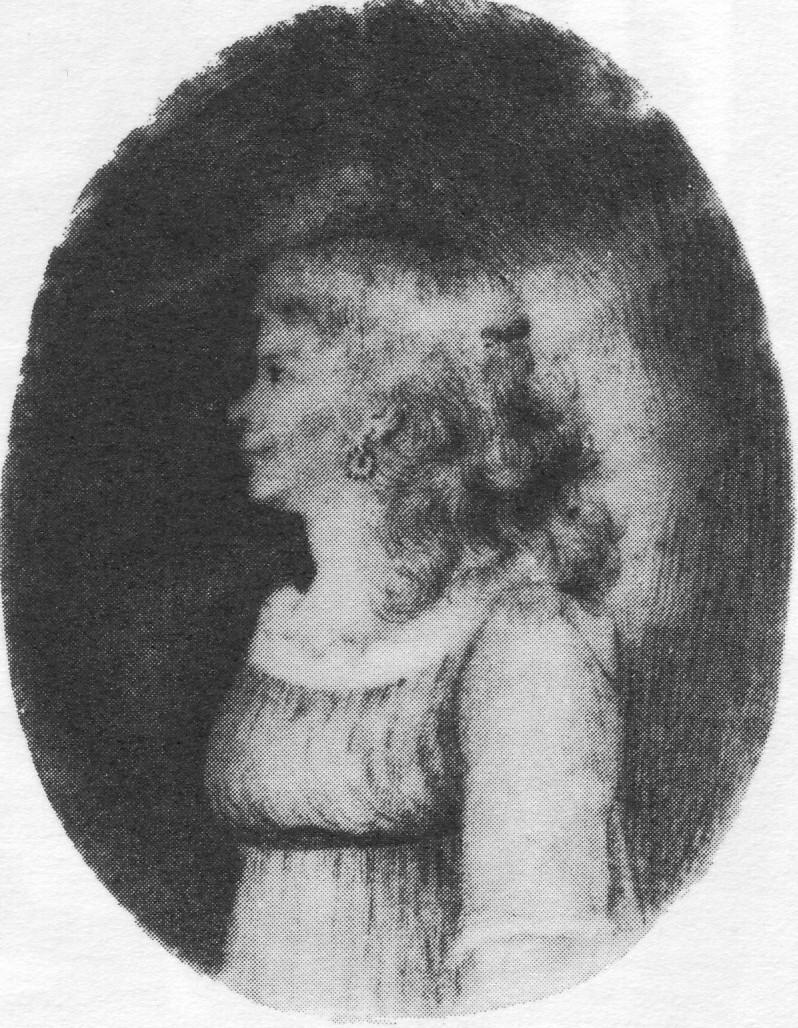
Luise Duttenhofer, vermutlich ein Selbstbildnis, Bleistiftzeichnung auf Elfenbein

Christiane Luise (Louise) Duttenhofer geb. Hummel (* 5. April 1776 in Waiblingen; † 16. Mai 1829 in Stuttgart) war eine der bedeutendsten deutschen Scherenschnittkünstlerinnen. Ihr Werk weist biedermeierliche, klassizistische und romantische Züge auf. Ihre Scherenschnitte machten sie weit über Württembergs Grenzen hinaus bekannt. Nach ihrem Tod geriet sie schnell in Vergessenheit und wurde erst zu Anfang des 20. Jahrhunderts wiederentdeckt. Ihr Mann Christian Duttenhofer und ihr Sohn Anton Duttenhofer waren Kupferstecher.

## Leben
Die bedeutendste biographische Quelle ist der Nekrolog von Gustav Schwab, daneben sind die wenigen hinterlassenen Briefe der Duttenhofer eine wichtige Quelle über ihr privates Leben.

### Herkunft

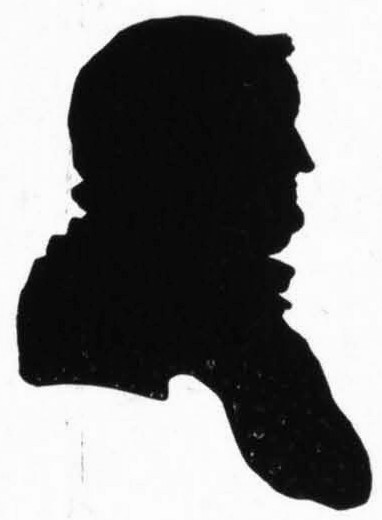
Jakob Friedrich Spittler

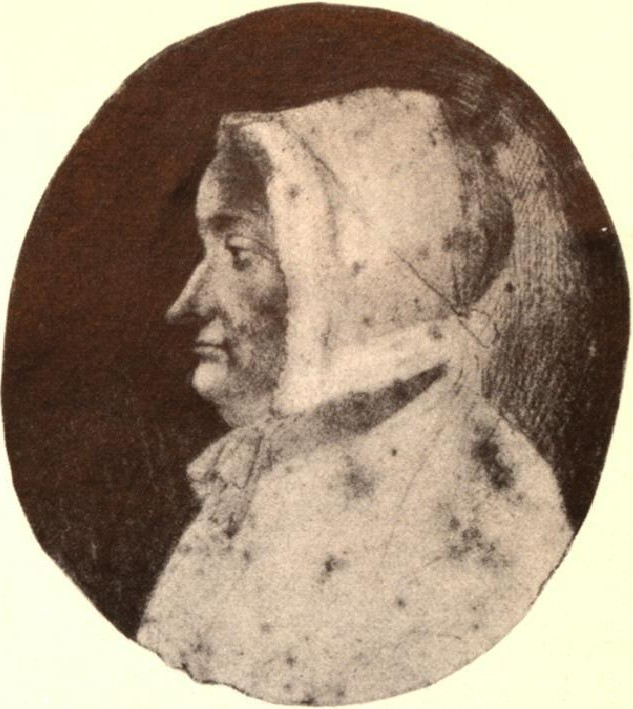
Johanna Christiana Spittler geb. Bilfinger

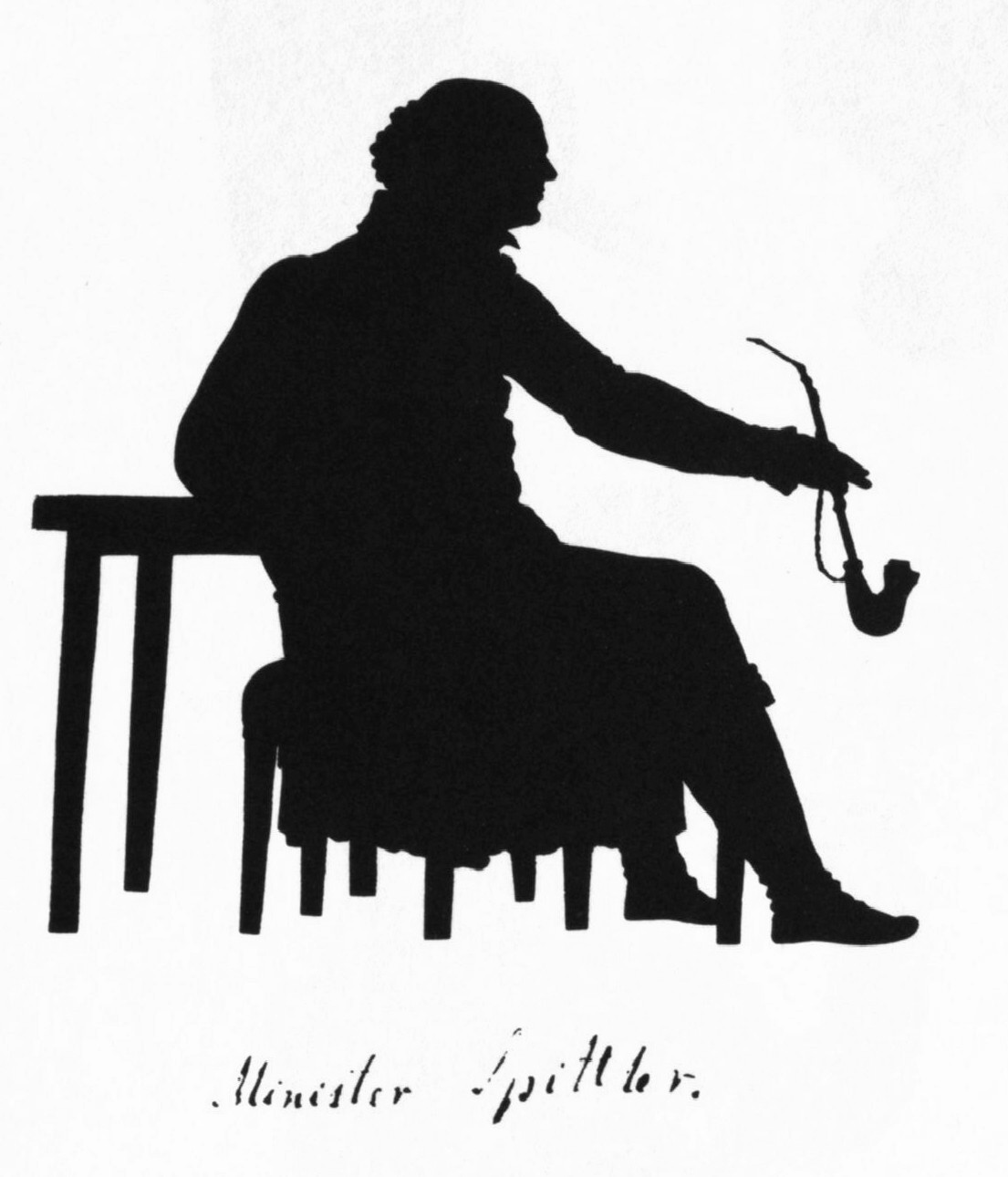
Ludwig Timotheus von Spittler

Luise Duttenhofer wurde am 5. April 1776 in Waiblingen im damaligen Pfarrhaus in der Kurzen Straße 40 geboren. Sie war die Tochter des evangelischen Diakons Georg Bernhard Hummel (1741–1779) und seiner Frau Louise Hedwig Hummel geb. Spittler (1747–1824).
Beide Eltern stammten aus württembergischen evangelischen Pfarrerfamilien. Die Großeltern mütterlicherseits gehörten dem gehobenen Bürgertum an. Der Großvater Jakob Friedrich Spittler (1714–1780) war Stiftsprediger in Stuttgart, Konsistorialrat, Prälat und Abt von Herrenalb und mit der Pfarrerstochter Johanna Christiana Spittler geb. Bilfinger (1724–1796) verheiratet. Sie hatten fünf Kinder, außer der Tochter noch vier Söhne, darunter der württembergische Staatsminister Ludwig Timotheus Spittler (1752–1810).

### Kindheit
Drei Jahre nach Luises Geburt starb ihr Vater, und die Mutter zog mit ihrem einzigen Kind nach Stuttgart zu ihren Eltern. Ein Jahr darauf, im Jahr 1780 starb der Großvater, und Luise wuchs allein bei Mutter und Großmutter auf.
Schon im Kindesalter zeichnete Luise Porträts und Karikaturen und fertigte kleine Ausschnitte mit der Schere an, u. a. auch Schnitte mit gotischen Ornamenten, die sie sich bei ihren Gottesdienstbesuchen einprägte und die sich auch in späteren Jahren in ihren Schnitten wiederfinden. Im Jugendalter erhielt sie auf Anregung ihres Großonkels Heinrich Christoph Bilfinger (1722–1788), Professor der Moral am Gymnasium zu Stuttgart, Zeichenunterricht, der sie jedoch nicht lange befriedigte, weil die Schülerin schon bald den Lehrer übertraf. Der Unterricht sollte ihr auch keine professionellen Qualifikation vermitteln, da sich Frauen auf die „typisch weiblichen“ Fertigkeiten zu beschränken hatten. So durfte sie neben den üblichen „Hausfrauenfächern“ auch die französische Sprache erlernen.

### Jugend
Im 18. und 19. Jahrhundert war es für eine Frau fast unmöglich, den Beruf einer bildenden Künstlerin auszuüben. Gegenbeispiele wie Angelika Kauffmann, Anna Dorothea Therbusch und Ludovike Simanowiz bestätigen die Regel. Die beiden ersteren hatten das Glück, dass sie aus einer Malerfamilie stammten, und die Simanowiz wuchs in einem kulturell aufgeschlossenen Umfeld auf und erhielt privaten Malunterricht bei einem württembergischen Hofmaler. Beide Eltern von Luise Duttenhofer hingegen stammten aus pietistisch geprägten Pfarrerfamilien und verweigerten der Achtzehnjährigen ihr Einverständnis für eine akademische künstlerische Ausbildung. Luise verlegte ihre künstlerischen Aktivitäten nun hauptsächlich auf das Scherenschneiden, eine Tätigkeit, die man Frauen als Freizeitbeschäftigung zugestand. Zudem las sie eifrig Bücher über Geschichte, Archäologie, Mythologie und die schönen Wissenschaften und schaffte sich so autodidaktisch ein umfangreiches Hintergrundwissen für die Ausübung ihrer Kunst. Zeitlebens jedoch sollte sie nicht vergessen, dass man ihr eine künstlerische Ausbildung verwehrt hatte. Immer wieder beklagte sie sich im persönlichen Gespräch, in Briefen und in satirischen Scherenschnitten über diese ungerechte Behandlung.

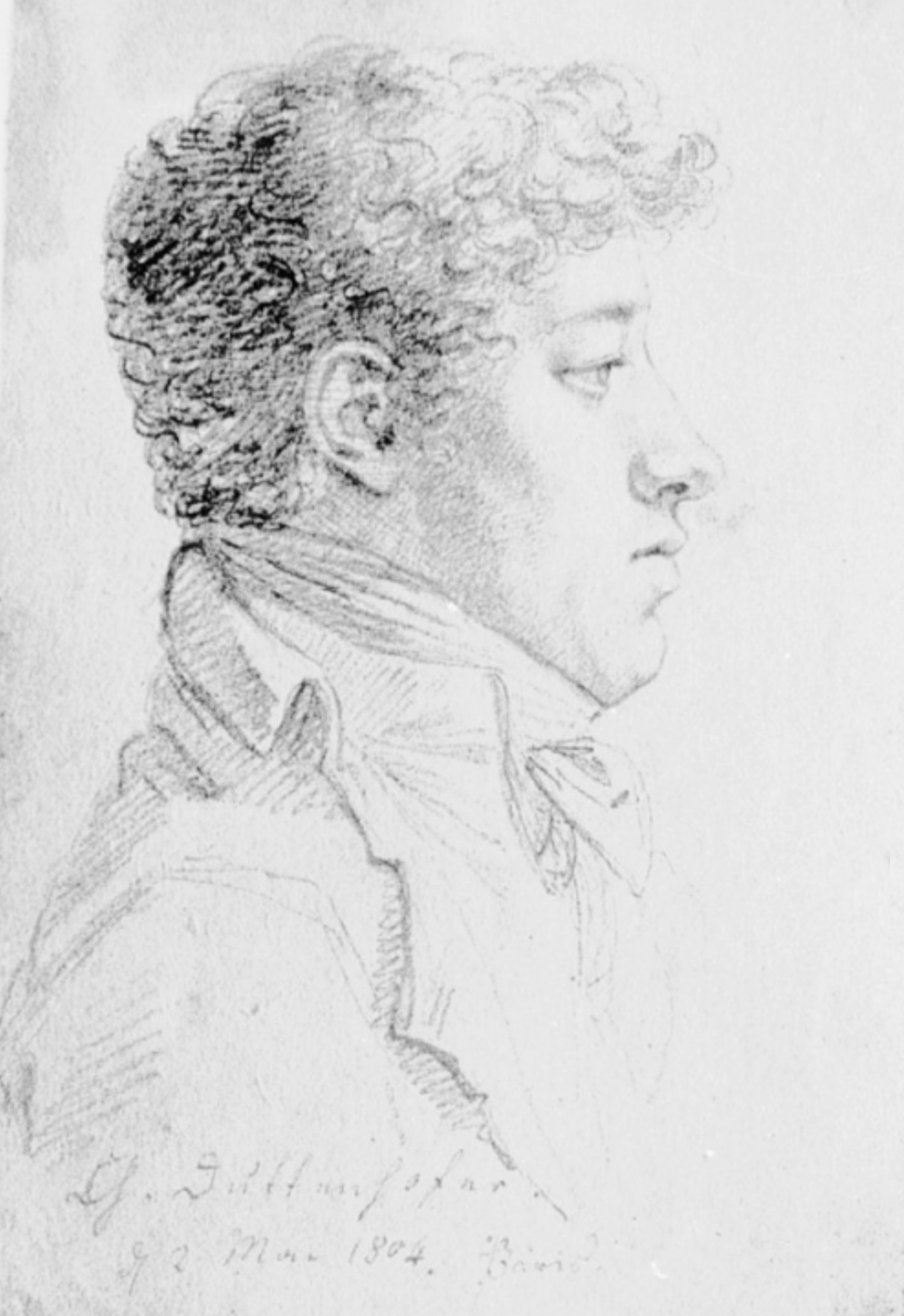
Christian Duttenhofer, 1804

### Heirat
Am 27. Juli 1804 heiratete Luise Duttenhofer im Alter von 28 Jahren in Heilbronn ihren Cousin, den zwei Jahre jüngeren Kupferstecher Christian Duttenhofer. Christian wurde in Gronau geboren. Sein Vater Christian Friedrich Duttenhofer war dort Pfarrer und wurde ein Jahr nach Christians Geburt nach Heilbronn versetzt, wo Christian aufwuchs und bis zu seiner Heirat lebte. Obwohl auch aus einer Pfarrerfamilie stammend, wurde Christian Duttenhofer anders als seiner Frau die künstlerische Ausbildung nicht verwehrt, vielleicht weil er ein Mann war, und er durfte an den Kunstakademien in Dresden und Wien studieren. Danach hatte er von 1803 bis 1804 in Paris als Reproduktionsstecher für das Musée Napoléon (den heutigen Louvre) gearbeitet.

### Romreise

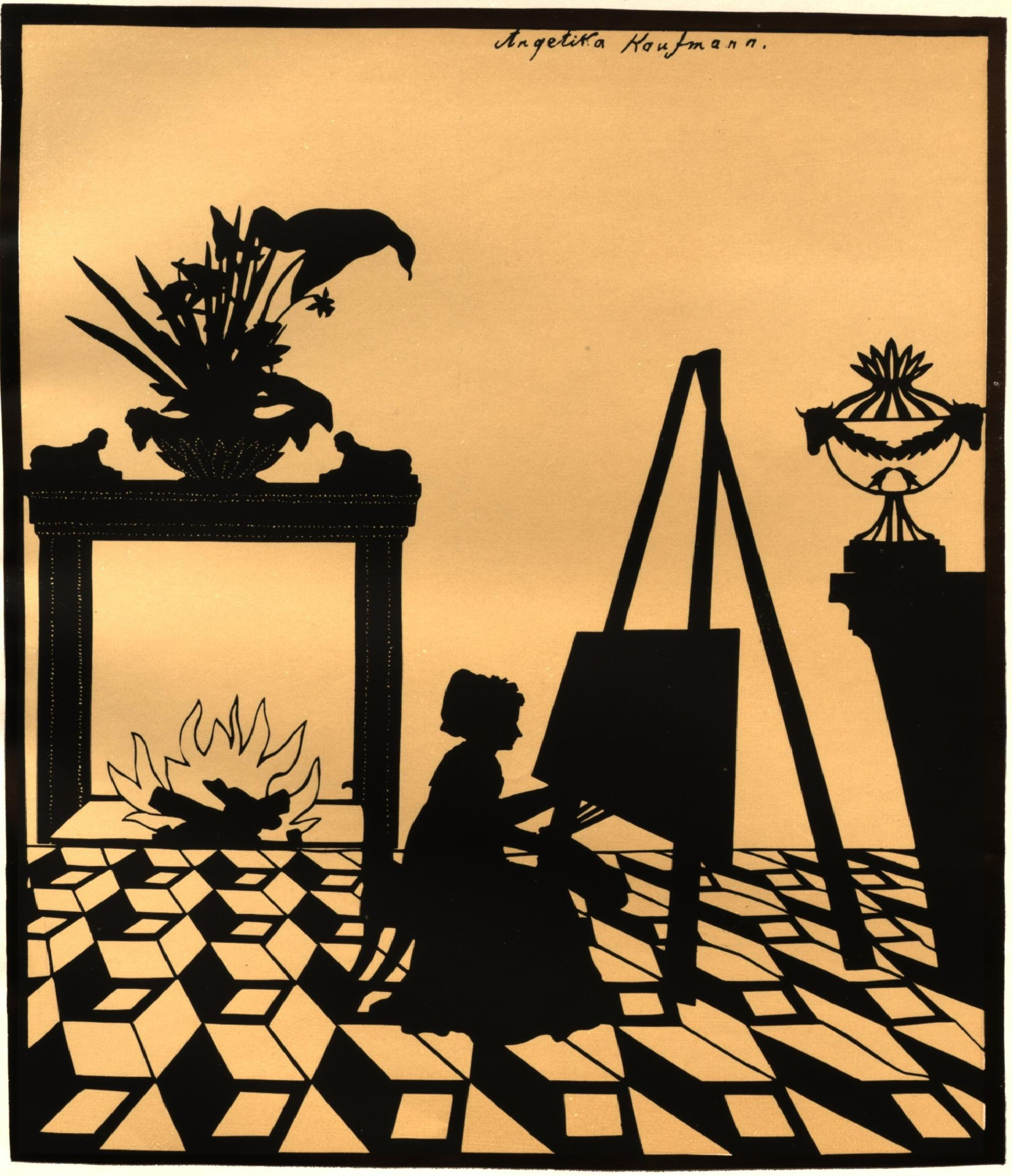
Angelika Kauffmann in ihrem Atelier in Rom, um 1804/1805

Das Paar unternahm nach der Hochzeit eine Studienreise nach Rom, wo sie sich bis September 1805 aufhielten. Später stieß noch Christians jüngerer Bruder, der Architekt Carl (Rudolph Heinrich) Duttenhofer (1784–1805) zu ihnen, der mit ihnen in der Via delle Quattro Fontane 140 die Wohnung teilte. Zu ihrem römischen Bekanntenkreis gehörten die deutschen Maler Eberhard von Wächter, Gottlieb Schick, Joseph Anton Koch, Johann Christian Reinhart und Angelika Kauffmann. In Rom empfing Luise viele Anregungen, die sich später thematisch und formal in ihrem Werk niederschlugen. „Unglückliche Familienereignisse“ und „der französische Krieg des Jahres 1806 veranlaßten die beyden Eheleute, schon nach einem Aufenthalt von wenig mehr als einem Jahr das Land der Künste wieder zu verlassen.“ Die von Gustav Schwab im Nekrolog erwähnten unglücklichen Familienereignisse waren zwei Todesfälle: Das erste, noch in Rom geborene Kind der Eheleute, Carl Aurel, starb bald nach der Geburt. Christians Bruder Carl, der zusammen mit dem Ehepaar nach Rom gereist war, starb im Alter von nur 21 Jahren am 23. August 1805 ebenfalls in Rom.

### Leben in Stuttgart

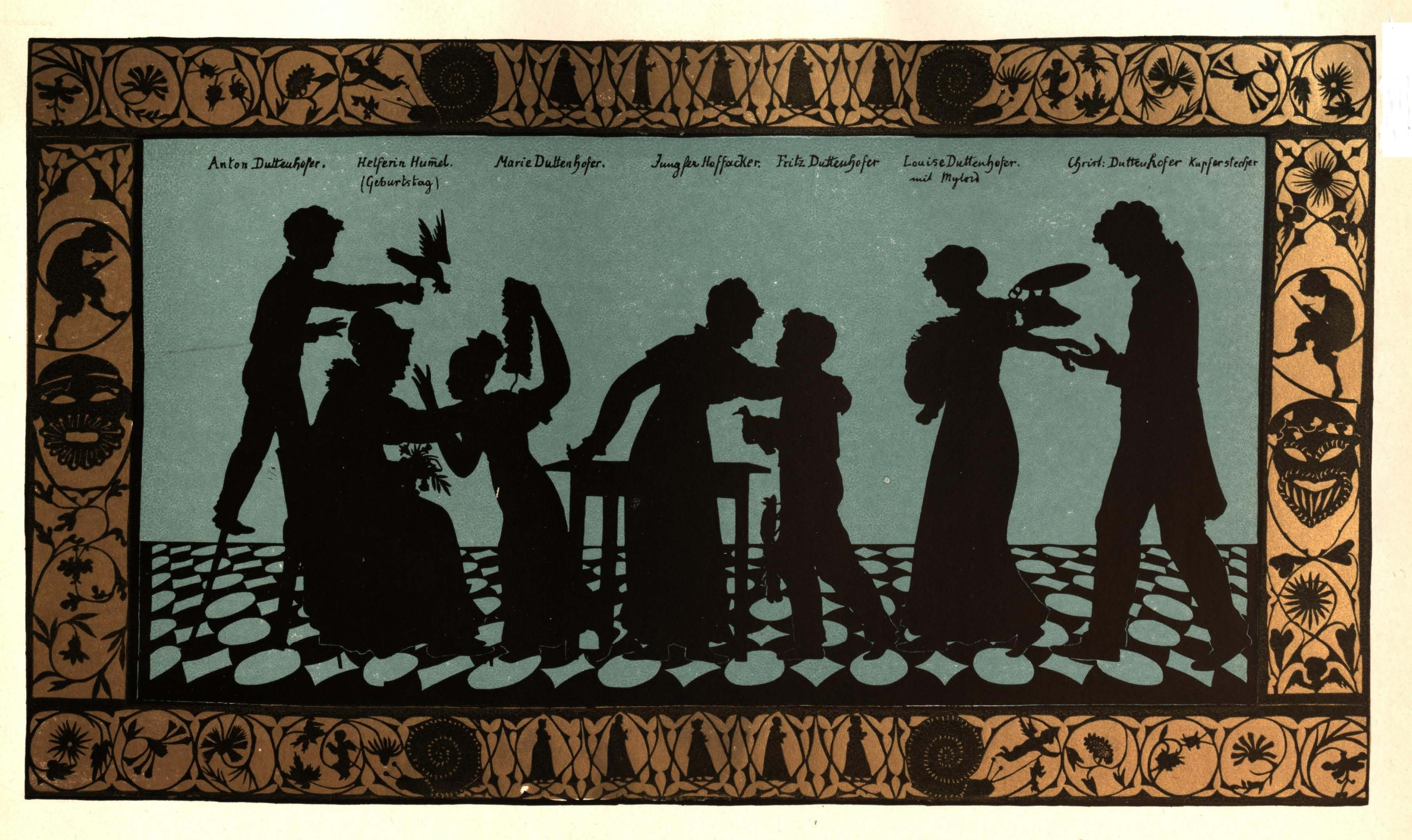
Die Familie Duttenhofer, um 1820

#### Kinder
Nach der Rückkehr aus Rom lebten Luise und Christian Duttenhofer in Stuttgart, wie die Leute sagten „als ein gefährliches Paar; er stach und sie schnitt“. Aus der Ehe gingen zwischen 1805 und 1818 sieben Kinder hervor, fünf Söhne und zwei Töchter. Vier Kinder starben bereits im Säuglingsalter: Carl Aurel (*† 1805), Peter Alexis (1814–1815), Kornelie Georgine (*† 1816) und Emil Georg Albert (1818–1819). Eine Tochter und zwei Söhne erreichten das Erwachsenenalter: Marie (Luise) (1807–1839), Fritz (Friedrich Martin) (1810–1859) und Anton (Raphael) (1812–1843).
Anton Duttenhofer (1812–1843) wurde Kupferstecher wie sein Vater, Friedrich Martin wurde Regierungs-Pferdearzt und Professor, und Marie heiratete den Öhringer Rechtsanwalt Christian Friedrich August Tafel (1798–1856).

#### Eheleben

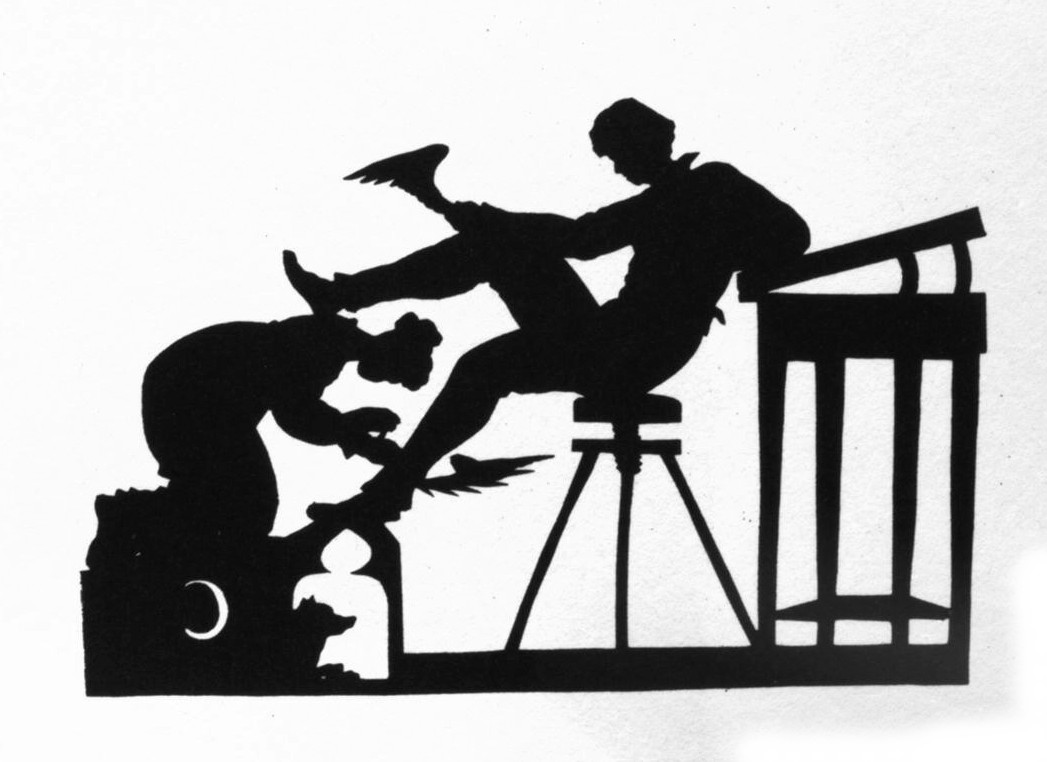
Scherenschnitt von und mit Luise Duttenhofer: ihrem Manne Flügel an die Fersen heftend

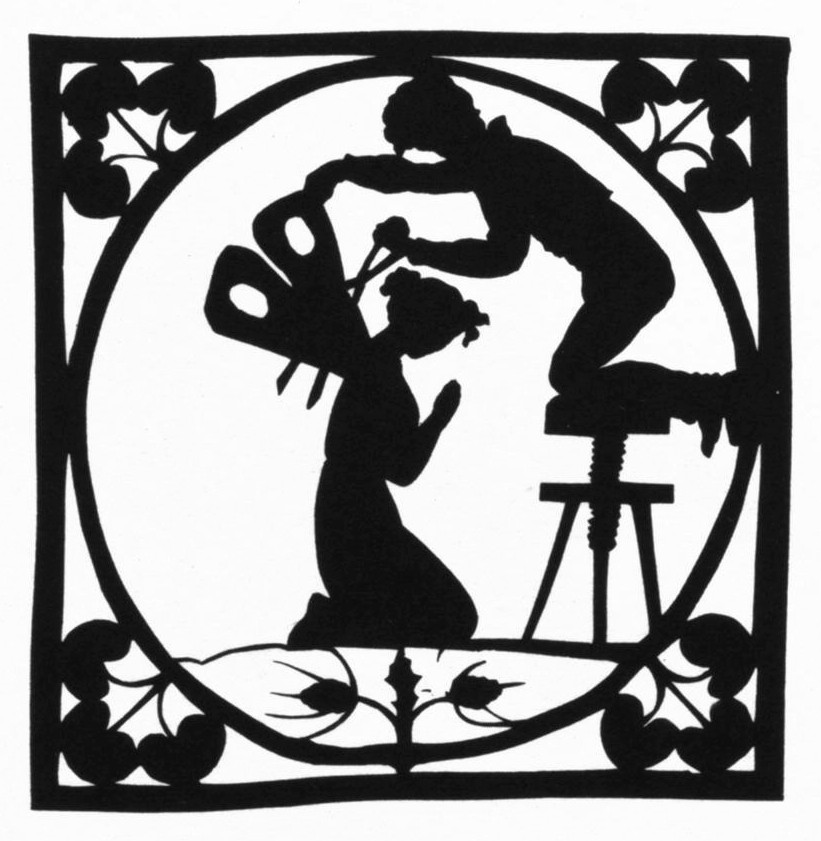
Scherenschnitt von und mit Luise Duttenhofer: als Psyche, der die Flügel gestutzt werden

Gertrud Fiege hat das Verhältnis der beiden Ehepartner treffend charakterisiert: „Er war tüchtig in seinem Fach, doch nicht überragend, kein Künstler mit eigener Erfindungsgabe, sondern er reproduzierte im Kupferstich Werke anderer – vor der Erfindung von Photographie und moderner Drucktechniken eine wichtige und notwendige Aufgabe. Seiner Frau dagegen strömten die Einfälle zu, sie war phantasievoll, originell, schöpferisch. Offenbar war sie wechselnd in ihren Stimmungen. Sie konnte gelegentlich durch bissigen Humor verletzen, zog sich zu anderen Zeiten in sich selbst zurück, von Niedergeschlagenheit und Komplexen bedrückt, dabei liebebedürftig und mitteilsam. Ihren Mann nannte sie in Briefen den »Hausfreund« und schrieb in vielleicht etwas resigniert-spöttischem, letztlich aber doch wohl positivem Ton von ihm.“
Christian scheint ein behäbiger Mann gewesen zu sein, den nichts so leicht aus der Ruhe bringen konnte. In dem Scherenschnitt Schneckenkarawane karikiert Luise ihren Ehemann bezeichnenderweise als Schneckenritter, in einem anderen „beflügelt“ sie ihren Mann, der sie „niederdrückt“, indem sie ihm Hermesflügel an die Fersen heftet.
Luise hingegen war quirlig und umtriebig, und sie war es, die sich um die praktischen Belange des gemeinsamen Lebens kümmerte. Ihre überlegene Kreativität und die überwiegend reproduktive Tätigkeit ihres Mannes führten wohl bisweilen zu Misshelligkeiten. In ihrem Mann hatte Luise ständig ein Beispiel für die Bedrückung der Frauen vor Augen: er als Mann hatte die Laufbahn eines Künstlers einschlagen dürfen, während sie als Frau darauf verzichten musste. Auf der anderen Seite musste Christian sich durch die partielle Überlegenheit seiner Frau in seiner „männlichen Ehre“ gekränkt fühlen. Er reagierte darauf mit „Sarkasm“ („des lezten habe ich nur zu viel in meinem Hauße“) und machte so seiner Frau das Leben sauer.
Als sich Christian 1820 aus beruflichen Gründen mit Sulpiz Boisserée mehrere Wochen in Paris aufhielt, zog er sich „le courroux de Madame son epouse“ (den Zorn seiner Ehegattin) zu, weil er seinen Ausflug so lange ausdehnte. Boisserée schrieb an seinen Bruder Melchior: „auch sehe ich wohl ein, dass die Influenz der Frau den armen Mann nicht frey lässt, und da er hier weiter nichts zu thuen, hingegen zu Haus dringend Arbeiten für Nürnberg, usw. hat, so kann ich ihm sein Drängen nicht übelnehmen.“ Luise brauchte fast bis zum Ende ihres Lebens, um sich in ihr unabänderliches Los hineinzufinden. In einem Brief an eine Freundin schreibt sie ein Jahr vor ihrem Tod: „denn ich war unglüklich scheu, jezt habe ich mit Gedult manches zurecht gelegt, und nur der Glükliche kann ja die Hand bieten, ich bin zwar noch nicht ganz fertig, aber doch so, daß ich auch wieder etwas zur Freude beitragen kann. Der Mensch muß durch manche Epochen durch, biß er gelernt hat, zu ertragen, zu lieben, mit Ruhe und geistigem Sinn.“

#### Gesellschaftsleben

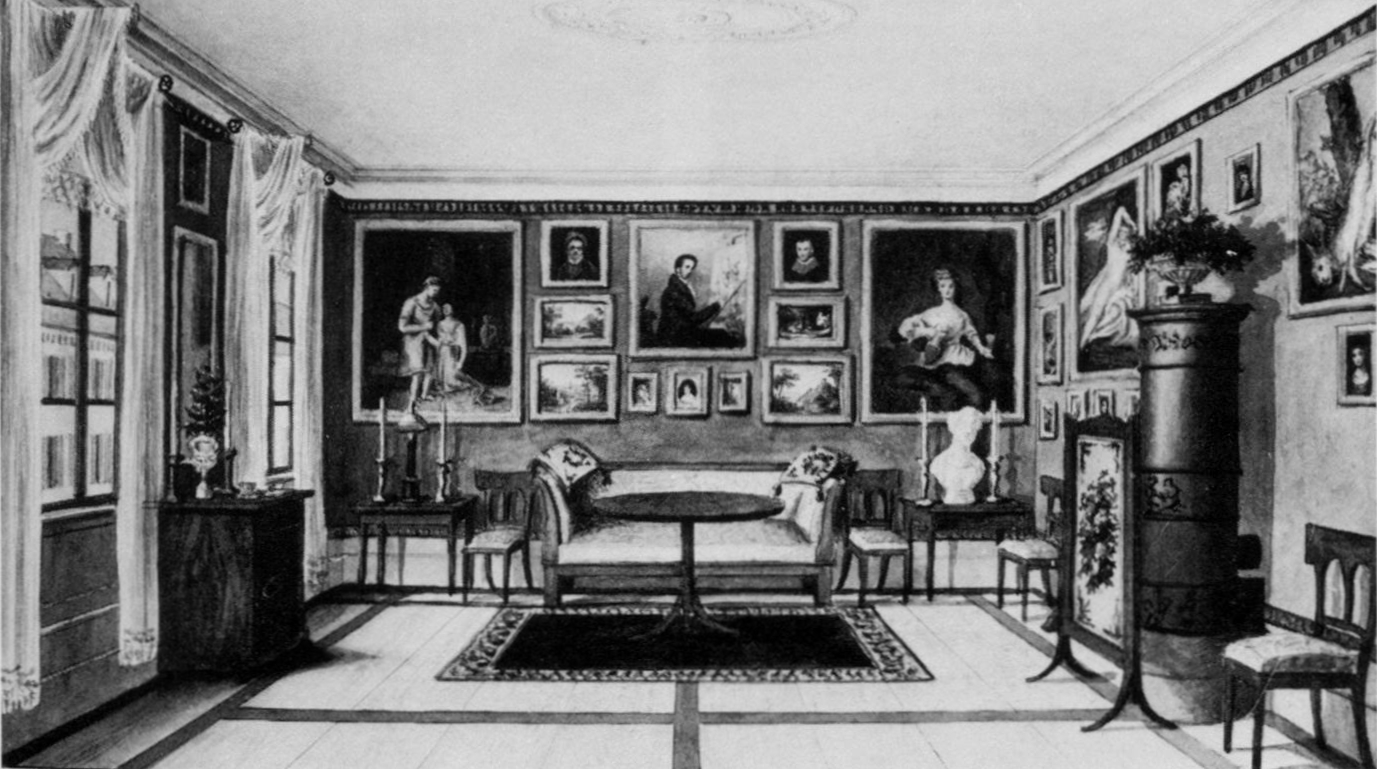
Salon im Hartmann-Reinbeckschen Haus

Die Familie wohnte in der Stuttgarter „Reichen Vorstadt“ in der Casernenstraße 10. Wolfgang Menzel, ein Literaturkritiker des Vormärz, der das „nette Haus“ 1833 erwarb, schwelgte davon in den höchsten Tönen: „Es lag ganz frei im Hintergrunde eines sonnenhellen Gartens, und Reben rankten sich am Hause hinauf bis zu den Fenstern meines Studierzimmers, im Herbst fast immer voll von süßen Trauben.“
Ein paar Schritte weiter in der Casernenstraße 20 stand das Haus des Hof- und Domänenrats Johann Georg Hartmann, dessen Frau Juliane geb. Spittler mit Luises Mutter verwandt war. Das Hartmannsche Haus war ein Zentrum für gesellschaftliche Zusammenkünfte des gebildeten Stuttgarter Bürgertums und für durchreisende Fremde. Auch die Duttenhofers gehörten zum Hartmannschen Kreis und trafen dort auf viele prominente Schwaben und Nicht-Schwaben, die Luise Duttenhofer fast alle unter die Schere nahm.
Das Stuttgarter Bildungsbürgertum war eine große Familie, in der jeder jeden kannte. Eingebettet in dieses gesellschaftliche Umfeld ergaben sich vielerlei Kontakte, so auch mit prominenten Dichtern und Künstlern. Ludwig Uhland, der von 1812 bis 1830 in Stuttgart lebte, erwähnt in seinem Tagebuch für die Jahre 1810–1820 neun Treffen mit den Duttenhofers (meistens war er zum Abendessen geladen). Eine freundschaftliche Beziehung bestand zu den Familien des Dichter-Juristen Karl Mayer, den Luise innig verehrte, und des Pfarrer-Schriftstellers Gustav Schwab, der nach Luises Tod den Nekrolog auf sie verfasste.

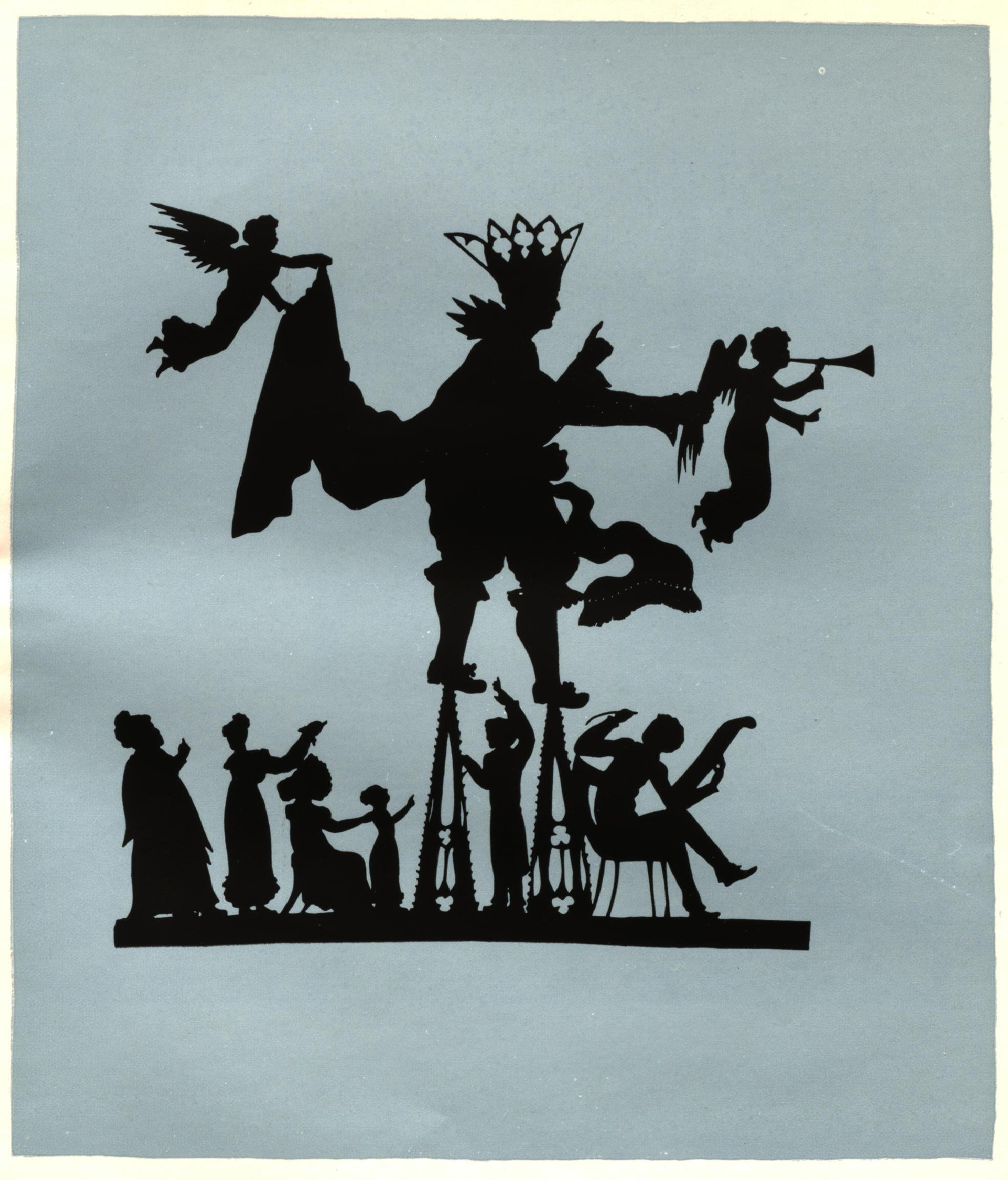
Sulpiz Boisserée auf den Spitzen des Kölner Domes und Christian Duttenhofer (rechts sitzend)

Luise war befreundet oder zumindest gut bekannt mit dem Epigrammatiker Friedrich Haug, dem Kunstfreund Heinrich Rapp, dem Redakteur des Morgenblatts für gebildete Stände Ludwig von Schorn und mit dem berühmten Bildhauer Johann Heinrich Dannecker, in dessen Antikensaal, oder wie sie sagte: „Gerümpel Kammer“, man „nicht ordentlich“ zeichnen konnte.
Die Duttenhofers verkehrten auch mit den Brüdern Melchior und Sulpiz Boisserée und Johann Baptist Bertram, die in Stuttgart von 1819 bis 1827 ihre einzigartige altdeutsche und altniederländische Gemäldesammlung ausstellten. Ihr Mann war an dem großen Kupferstichwerk Sulpiz Boisserées über den Kölner Dom beteiligt. Den heute vergessenen Dichter Friedrich von Matthisson himmelte Luise Duttenhofer in ihren Mädchenjahren an, später hat sie ihn wegen seiner unterwürfigen Haltung gegenüber König Friedrich I. in ihren Schattenrissen teilweise sarkastisch karikiert. Jedenfalls überhäufte sie Matthisson, der auch Pate eines ihrer Kinder war, mit ihm gewidmeten Scherenschnitten, die in den beiden Matthisson-Alben überliefert sind. Luise war eine „intime Freundin“ von Klara Neuffer, die mit einem Onkel Eduard Mörikes verheiratet war. Über „Tante Neuffer“ wurde Mörike wohl auch mit den Scherenschnitten der „berühmten Madam Duttenhofer“ bekannt, die er „wie alle dergleichen Compositionen dieser äußerst geistreichen Frau – bewundernswürdig“ und originell fand.

#### Letztes Lebensjahr
Im November 1828 unternahmen Luise und Christian Duttenhofer zusammen mit ihrer Tochter Marie und ihrem Sohn Anton eine Studienreise nach München. Dort besuchte Luise eifrig die Bibliothek, die Gemäldegalerie und das Kupferstichkabinett; der Zutritt zur Antikensammlung war ihr als Frau jedoch verboten. Aus München schrieb sie nach Stuttgart: „Mit Thränen in den Augen durchlief ich die Säle der Akademie wo Schüler und Schülerinen saßen. Warum ward denn so etwas mir nicht auch vergönnt! so lag meine Jugend voll Sehnsucht nach Kunstunterricht vor mir. Jezt ists zu spät, so sehr ich auch Zeit und Ewigkeit anreihe so thut es der Professor nicht und lacht den alten Thadädl aus.“
Von der auf ein halbes Jahr geplanten Reise kehrte die Familie vorzeitig zurück, weil Luise in München erkrankte. Sie starb „frühvollendet“ im Alter von nur 53 Jahren am 16. Mai 1829 in Stuttgart, ohne die Fülle der neu gewonnenen Anregungen in ihrem Werk umsetzen zu können. Ihr Mann zog 1834 zurück nach Heilbronn, wo er sich im Alter von 68 Jahren wegen einer unheilbaren Krankheit das Leben nahm.
Luise Duttenhofer hat zeitlebens mit ihrem Schicksal gehadert, das ihr die Karriere einer Künstlerin verweigerte; trotzdem hat sie die Nachwelt reich beschenkt und wurde posthum in unserer Zeit als eine bedeutende Künstlerin anerkannt.

#### Grabstätte

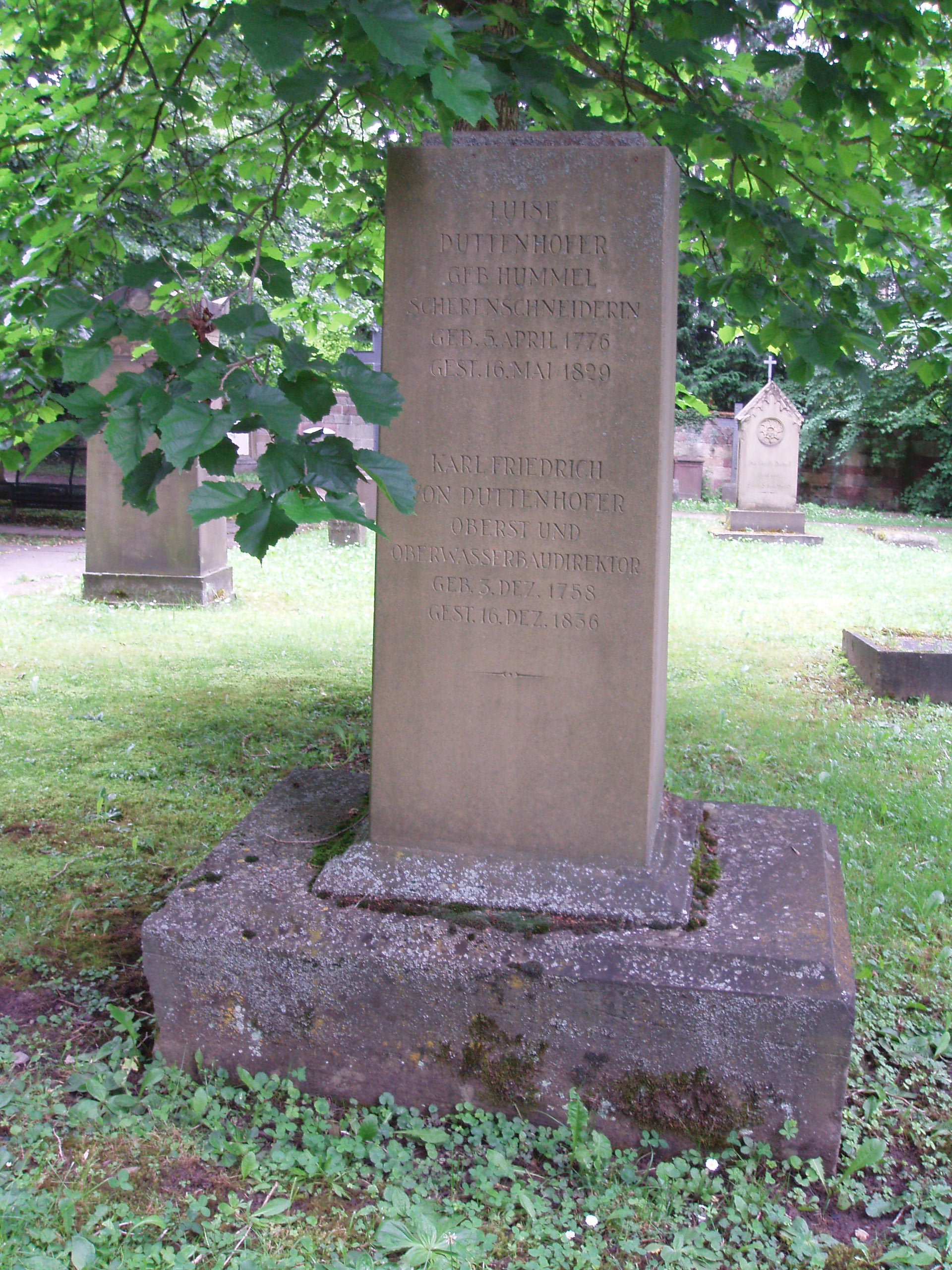
Grab Luise Duttenhofers auf dem Hoppenlaufriedhof in Stuttgart

Luise Duttenhofer wurde am 16. Mai 1829 auf dem Stuttgarter Hoppenlaufriedhof bestattet. Ihr Grab war jedoch bis mindestens 1967 nicht nachweisbar. Das heutige Grab, das ihren Namen trägt, findet man, wenn man anhand der Hinweistafeln das Grab von Wilhelm Hauff aufsucht und von dort aus einige Schritte dem Weg nach links folgt. Man trifft dann links vom Weg auf zwei Grabsteine:
- Direkt am Weg liegt das Grab von Luises Mutter mit einer etwa 1,20 Meter hohen Sandsteinstele, deren Inschrift stark verwittert ist, sich aber noch als „Louise Hedwig [Hum]meL, geb. Spittler verwit[t]l[ichte] H[e]lferin seit 1779. geb[… ] 1747. [gest. d. 17. May 1]824.“ entziffern lässt.[24]
- Daneben, etwas weiter vom Weg ab, trifft man auf ein etwa 1,65 Meter hohes Grabdenkmal mit einem alten Sockel und einer restaurierten Stele.[25] Diese trägt an einer Seite die Inschriften Luise Duttenhofer geb. Hummel, Scherenschneiderin und Karl Friedrich von Duttenhofer, Oberst und Oberwasserbaudirektor (ein Vetter ihres Mannes und zu seiner Zeit ein berühmter Wasserbaumeister), auf der Rückseite sind die Namen seiner Frau und seiner beiden Söhne eingemeißelt. Manfred Koschlig und Hermann Ziegler („der beste Kenner des Hoppenlau-Friedhofs“) konnten 1967 beim persönlichen Augenschein keine Inschrift für Luise Duttenhofer entdecken. Offenbar wurde die Inschrift bei der Restaurierung hinzugefügt.[26]

## Werk

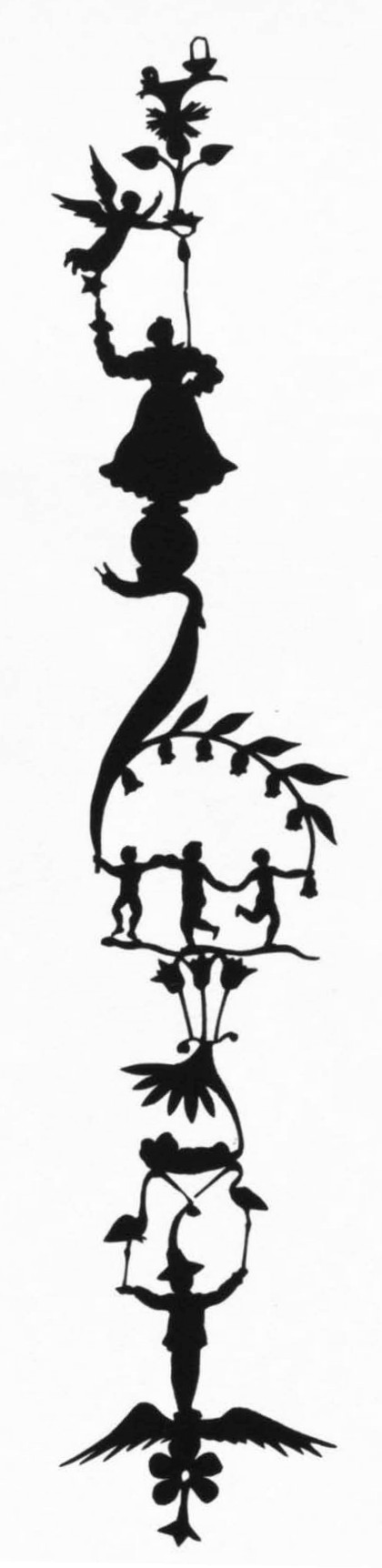
Groteske Figurensäule mit Fortuna auf der Kugel des Glücks

Luise Duttenhofer war Ehefrau, Mutter und Hausfrau. Neben ihren häuslichen Pflichten (bei denen sie allerdings vom Personal unterstützt wurde), und ihrer Teilnahme am gesellschaftlichen Leben fand sie trotzdem Zeit für ihre Kunst des Scherenschneidens, in der sie es zu vorher nie dagewesener Meisterschaft brachte. Während die meisten ihrer Zeitgenossen sich als Amateure mit dem Schneiden von Silhouetten oder mit oft abgeschmackten und althergebrachten Themen und Mustern zufriedengaben, beschritt Luise ihren eigenen neuen Weg.
Von Luise Duttenhofer sind über 1300 Scherenschnitte auf die Nachwelt überkommen. Neben Miniaturen, die nur wenige Zentimeter hoch und breit sind, hat sie viele Schnitte in einfacher oder doppelter Postkartengröße geschaffen. Die Kleinheit der Werke verführt dazu, die Leistung ihrer Schöpferin gering zu schätzen, große Formate wirken viel besser auf das Publikum. Auf ihre Werke trifft Goethes Ausspruch „in der Beschränkung zeigt sich erst der Meister“ passgenau zu: Trotz der Beschränkung auf kleine Formate, die Nicht-Farben Schwarz und Weiß und auf nur zwei Dimensionen hat sie ein kleines Universum geschaffen, das in schöpferischen, originellen, filigranen und wohlüberlegten Kompositionen ihre Beobachtungen der realen Welt mit allegorischem, mythologischem und ornamentalem Beiwerk kombiniert. Dabei setzt sie ihren Mutterwitz ein, um humoristische oder satirische Effekte zu erzielen, die aber (fast) nie die mitfühlende und gefühlvolle Frau dahinter vermissen lassen. Durch die Innenraumgestaltung mancher Schnitte, insbesondere durch die sich verjüngenden Fliesenmuster, trotzt sie dem zweidimensionalen Medium sogar perspektivische Wirkung ab. Alles in allem: eine große Künstlerin auf kleinem Terrain.
Das Werk der Künstlerin lässt sich nicht einem einzelnen kunstgeschichtlichen Stil zuordnen: „Die Vielzahl der familiären Szenen, der Interieurs, der Kinder und Blumen und die Beschränkung auf das Einfache und oft auf das Private entsprechen ihrer Rolle als Frau in ihrer Zeit und ihrer Gesellschaftsschicht. Es ist anfechtbar, sie deshalb, wie es häufiger geschieht, dem Biedermeier zuzuordnen. Mythologische Thematik und antike Ornamentik in ihrem Werk verweisen auf den Klassizismus, Poetisierung der Wirklichkeit und Mystifikationen, daneben ihre Begeisterung für Gotisches zeigen romantische Einflüsse. Stilistisch steht sie dem Umkreis des Klassizismus am nächsten, speziell dem schwäbischen Klassizismus, bei dem das Bürgerlich-Familiäre eine wesentliche Komponente bildet.“

### Themen
Neben Silhouettenporträts und Ganzfiguren entwarf Luise Duttenhofer meistens szenische Schattenrisse, oft umrahmt von kunstvollen Ornamenten, die sie nicht nur aus dem überlieferten Fundus schöpfte, sondern um reichen floralen und figürlichen Zierrat erweiterte. Ihre Schnitte sind häufig durchkomponiert, und es ist oftmals unmöglich, ohne nähere Kenntnis der Entstehungsgeschichte den Sinn eines Werks und die versteckten Anspielungen einzelner Zutaten zu entziffern. Luise Duttenhofer liebte die geheimnisvolle Verbrämung ihrer Motive und gab gewiss auch ihren Zeitgenossen manche Rätsel mit ihren Mystifikationen auf. Ihr reichhaltiges Repertoire umfasste u. a. die folgenden Themen:
- Genreszenen aus dem Familien-, Kinder-, Alltags- und Landleben
- Allegorien, Märchen, Mythen und Redensarten
- religiöse Motive
- Gedenkblätter aus Anlass von Geburt, Tod und Vermählung
- Blumen- und Tierbilder
- Masken, Arabesken und Grotesken
- literarische Schnitte zur Illustration von Gedichten und Dramenszenen
- humoristische Blätter, Karikaturen und Satiren auf Familienmitglieder und berühmte Persönlichkeiten
- Vasenentwürfe

### Technik

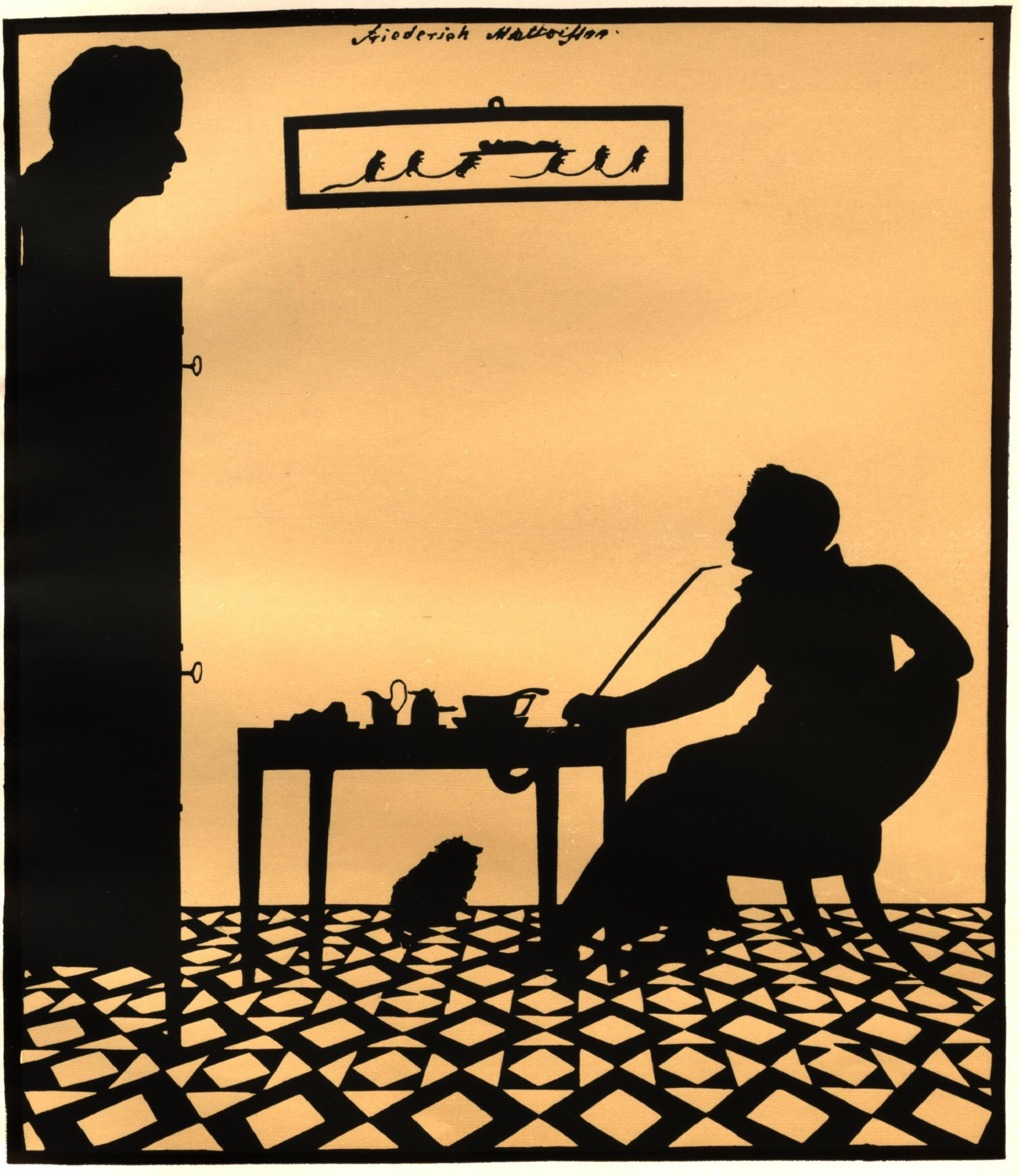
Perspektivisches Interieur: Matthisson vor der Büste Schillers

Luise Duttenhofer beschränkte sich auf reine Umrissschnitte aus schwarzem Papier, die sie in der Regel in einem Zug aus einem gefalteten Blatt herausschnitt, so dass sie zwei spiegelbildlich identische Exemplare ihres Schnitts erhielt. Dieser Tatsache verdanken wir es, dass auch von den vielfach weggeschenkten Schnitten immer einer in ihrem Besitz verblieb und so durch die Schenkung ihres Enkels Otto Tafel auf uns überkommen konnte.
Es scheint so, dass sie oft, aber nicht immer ohne Vorzeichnung, sondern direkt aus der Schere schnitt. Bisweilen ergänzte sie ihre Schnitte durch rückseitige Prägung, um eine Reliefwirkung zu erzielen, durch Binnenzeichnung mittels Nadelsticheleien und durch die Hinterlegung mit Farbpapier. Nach Art einer Collage setzte sie auch mehrere Schattenrisse zu einem Bild zusammen, indem sie diese in entsprechender Anordnung auf einen neutralen Papierhintergrund klebte. So bestehen z. B. ihre perspektivischen Interieurs aus zwei oder mehr Schnitten, wobei ein Schnitt den gemusterten Fliesenboden darstellt, der durch Verjüngung zum Hintergrund hin den Eindruck von Räumlichkeit erweckt.

### Zuschreibung
Luise Duttenhofer verzichtete in ihrer uneitlen Art fast immer darauf, ihre schwarzen Kleinode mit ihrem Namen zu zeichnen. Trotzdem ist die Zuschreibung der im Literaturarchiv Marbach aufbewahrten Scherenschnitte meist unzweifelhaft, weil sie in der überwiegenden Mehrzahl aus Luises Nachlass stammen.

### Datierung
Nur wenige Schnitte tragen eine Beschriftung mit dem Entstehungsjahr oder -datum. Bei manchen Stücken lässt sich jedoch ein terminus post quem ermitteln, ab dem sie frühestens entstanden sein können. Wenn z. B. die beiden unten abgebildeten Scherenschnitte (Bild 1 und 2) tatsächlich Ludwig Tieck darstellen sollten, sind sie wahrscheinlich frühestens 1817 entstanden, als Tieck Stuttgart zum ersten Mal besuchte. Luise könnte Tieck aber auch bei seinem zweiten Stuttgarter Aufenthalt 1828 oder irgendwann dazwischen oder danach porträtiert haben. Ja, es ist nicht einmal ausgeschlossen, dass sie Tieck schon vor 1817 nach einer Abbildung geschnitten hat. In anderen Fällen ist der terminus post quem eindeutig, z. B. wenn der Schnitt ein Kunstwerk zeigt oder sich auf ein literarisches Werk bezieht. Dies trifft z. B. zu auf die Illustration von Goethes Zauberlehrling und einen Schnitt mit Danneckers Christus-Statue zu. Goethe schuf seinen Zauberlehrling 1797 und Dannecker begann 1821 mit der Arbeit an seiner Christus-Statue, die sich bis 1832 hinzog. Diese beiden Schnitte wurden also frühestens 1797 bzw. 1821 geschaffen.

### Werktitel

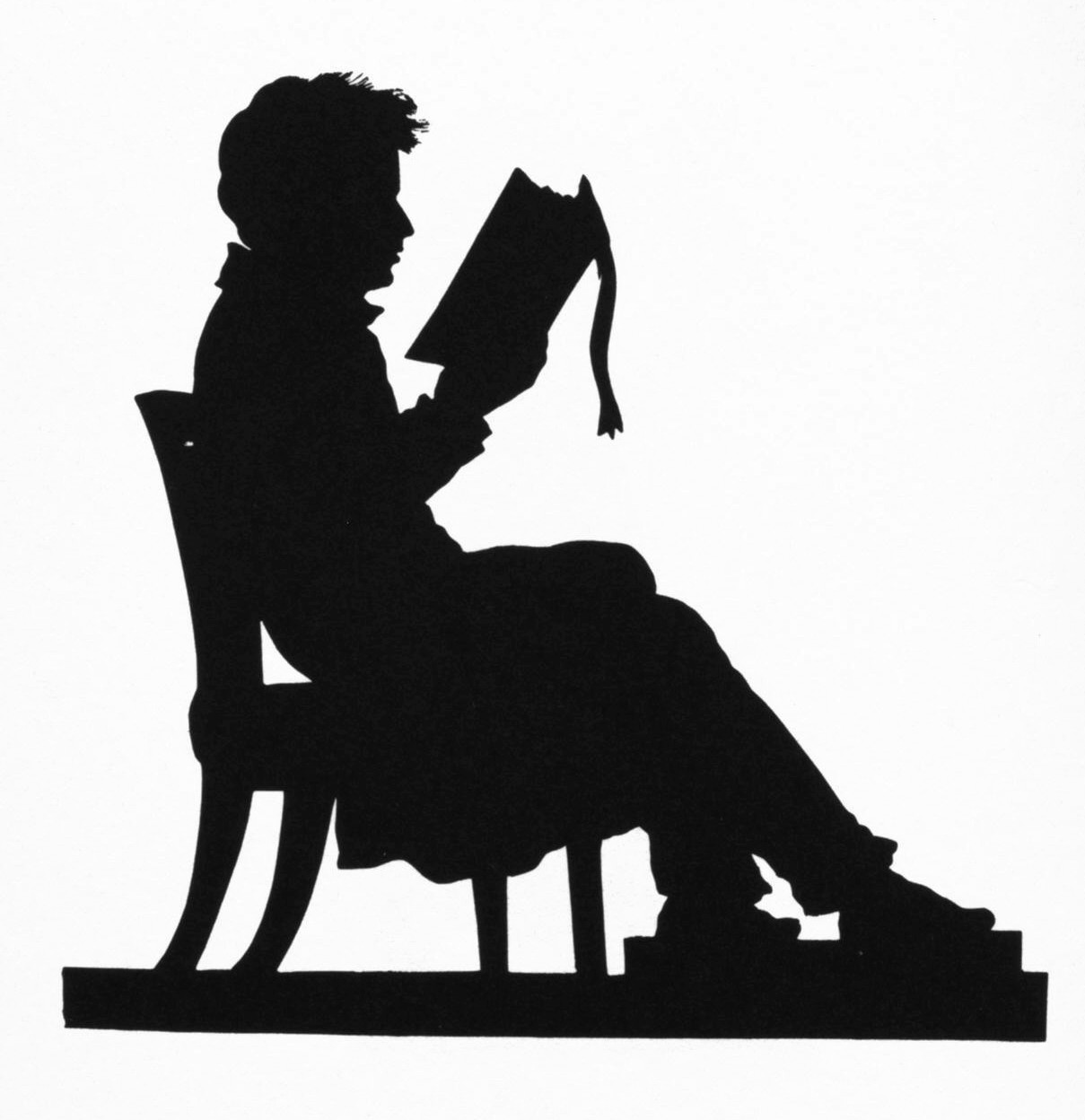
Bild 1: Ludwig Tieck, Scherenschnitt von Luise Duttenhofer
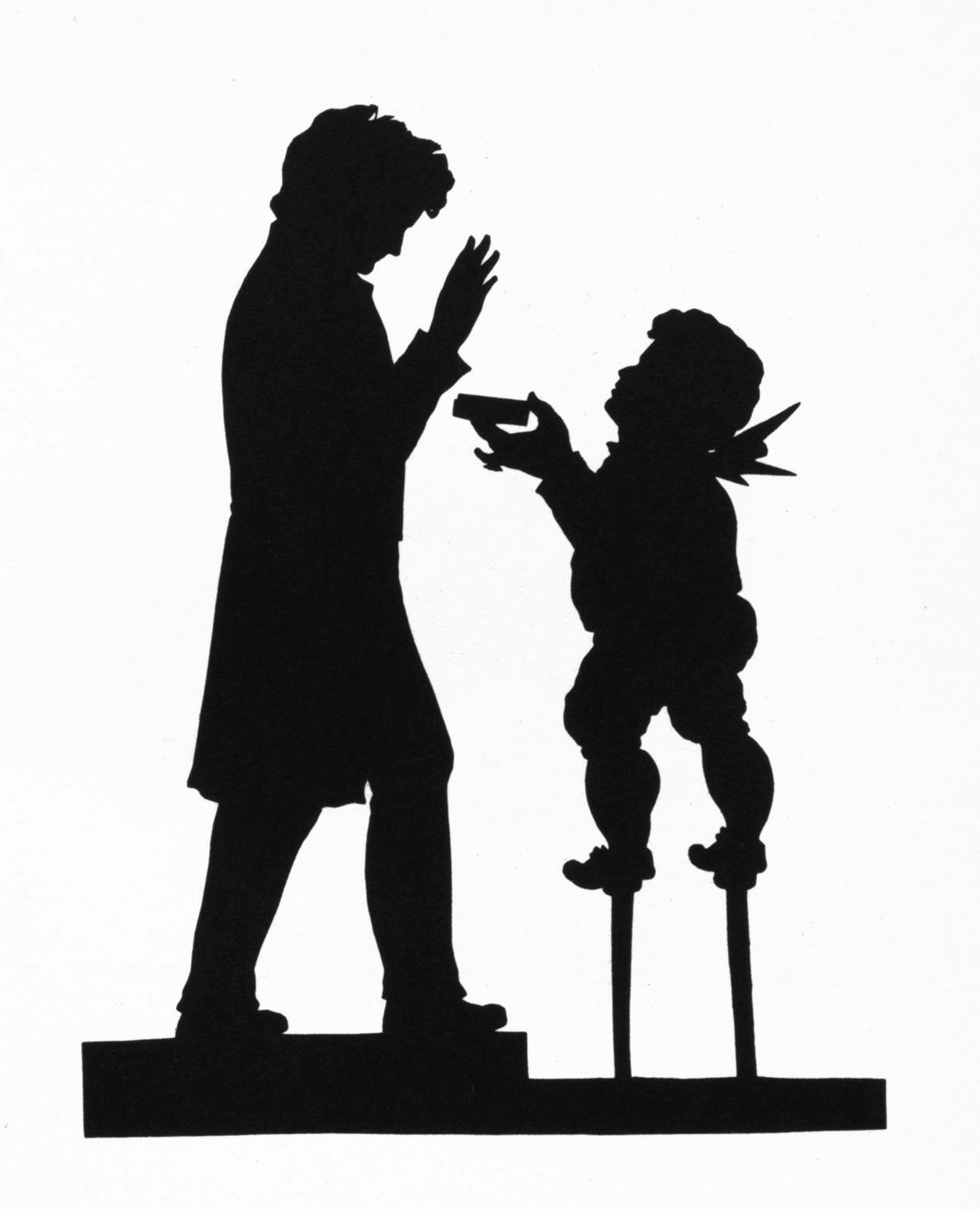
Bild 2: Ludwig Tieck (links) und Dannecker, Scherenschnitt von Luise Duttenhofer
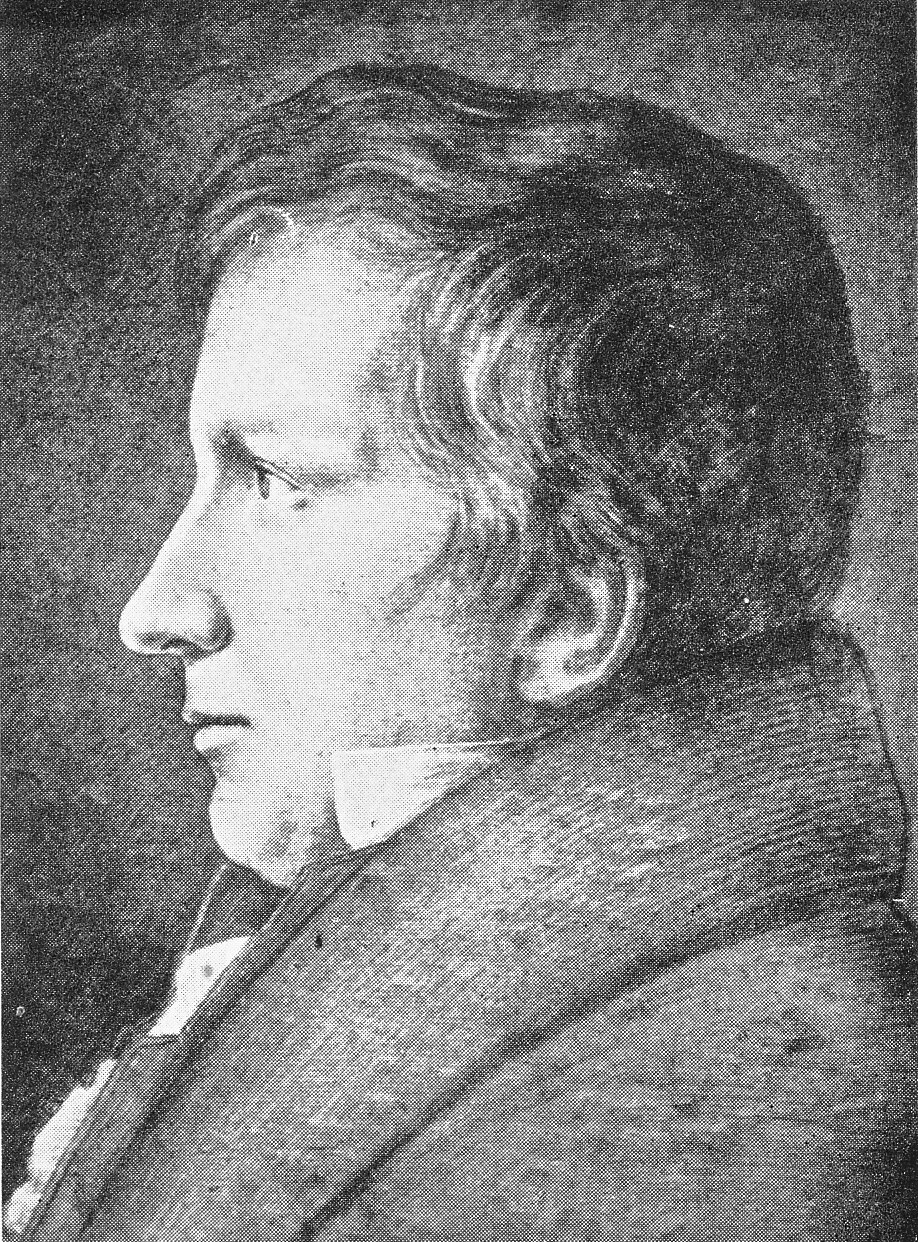
Bild 3: Ludwig Tieck, anonyme Zeichnung
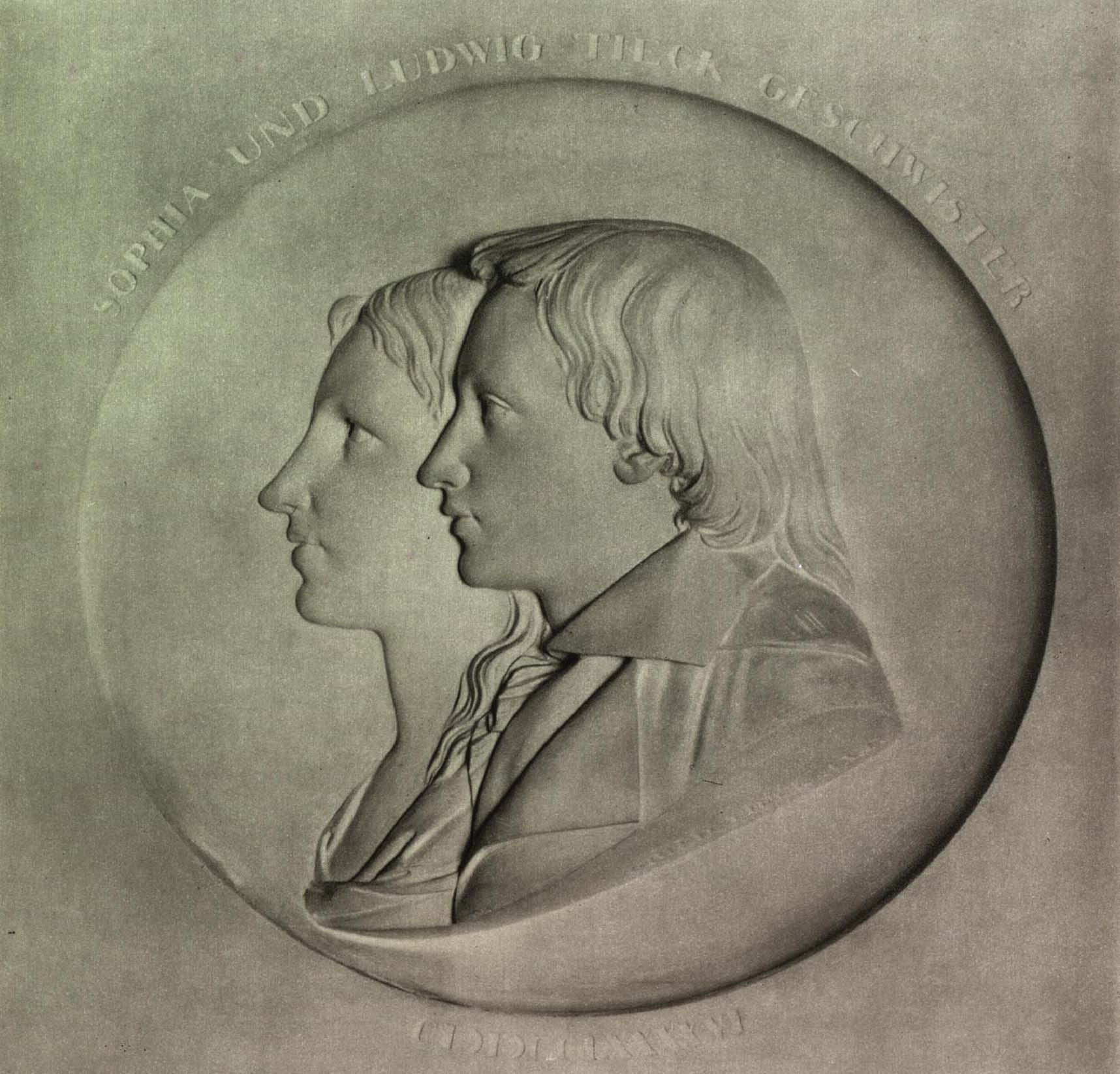
Bild 4: Ludwig Tieck und seine Schwester Sophie, Marmorrelief von Friedrich Tieck, 1796

Die meisten Scherenschnitte von Luise Duttenhofer sind unbezeichnet, d. h. sie tragen keinerlei Beischrift. Wenn eine Beischrift vorhanden ist, stammt sie meistens nicht von Luise selbst, sondern von ihren Nachfahren. Da diese aber wohl von Luise selbst erfahren haben, was die Schnitte darstellen sollen, kann man diese Bezeichnungen als gesichert ansehen.
Anders steht es um die später entstandenen Werktitel. Manche sind einleuchtend, auch wenn die Personen des Schnitts nicht durch Gesichtsvergleich eindeutig identifizierbar sind. So zeigt die Karikatur Matthisson dem Windhund seines Königs den Nachttopf unterhaltend den bekanntermaßen überaus wohlbeleibten König Friedrich I. und seinen untertänigsten Untertanen, den Dichter Matthison, der des Königs Windhund bei seinem Geschäft behilflich ist. Matthison war als kriecherischer Hofschranz verschrien, spätestens seitdem er das königliche Blutbad bei dem Bebenhäuser Dianenfest 1812 in hymnischen Versen verherrlichte. Die Interpretation des Bildes erscheint daher durchaus plausibel. Zudem ist anzunehmen, dass der ehemalige Besitzer des Schnitts, Gustav Edmund Pazaurek (1865–1935), seine Kenntnisse noch von wohlunterrichteten Zeitgenossen erlangen konnte.
Wenn man dagegen manche Zuschreibungen Manfred Koschligs (1911–1979) näher betrachtet, bleiben unauflösbare Zweifel zurück. Nach Koschlig stimmt das Profil von Bild 3 „physiognomisch“ mit dem in Bild 2 „Dargestellten bis ins Detail überein“. Weiter meint er: „Der Vergleich der Profillinie“ von Bild 1 mit Bild 2 „läßt kaum Zweifel an der Identität; die physiognomischen Merkmale beider Stücke stimmen auch mit dem Marmorrelief“ in Bild 4 „überein“. Es fällt schon schwer, die Identität in den beiden Scherenschnitten nachzuvollziehen, weil in Bild 2 die Stirn halb vom Haar verdeckt wird und weil die Mundpartie in Bild 2 nur aus einem Strich besteht. Noch schwieriger fällt der Vergleich der Scherenschnitte mit der Zeichnung in Bild 3 und dem Relief in Bild 4. Da die dritte Dimension fehlt, können wesentliche Einzelheiten des Gesichts in den Schattenrissen nicht wiedergefunden werden. Man muss daher, wie in manchen anderen Fällen, die Zuschreibung an Tieck als sehr vage betrachten. Andererseits hat es sich inzwischen eingebürgert, diese Schattenrisse Tieck zuzuordnen, so dass die Werktitel trotzdem weiter Bestand haben werden.

### Standorte
Der überwiegende Teil der überlieferten Werke befindet sich heute im Schiller-Nationalmuseum / Deutsches Literaturarchiv in Marbach am Neckar. Der Architekt Otto Tafel (1838–1914), ein Enkel der Künstlerin, der im Besitz eines Teils ihres künstlerischen Nachlasses war, vermachte in einer Schenkungsurkunde vom 10. November 1911 dem Literaturarchiv Marbach 337 Folioblätter mit rund 1300 Scherenschnitten, die 1911 bzw. 1933 in den Bestand des Archivs übergingen. Die Sammlung wird ergänzt durch etwa ein Dutzend Einzelzugänge und durch 45 Schnitte, die als Dauerleihgabe des Landes Baden-Württemberg 1989 an das Archiv übergeben wurden.
Daneben befinden sich mit hoher Wahrscheinlichkeit noch viele Werke Duttenhofers – erkannt oder unerkannt – in Privatbesitz. Gustav Schwab hob bereits in seinem Nekrolog hervor: „Viele Freunde in allen Gegenden unsers deutschen Vaterlandes werden bey Lesung dieser Zeilen irgend ein schönes Andenken von ihrer kunstreichen Hand mit Rührung hervorholen.“ Glücklicherweise fertigte Luise die meisten ihrer Schnitte als Doppelschnitte an, so dass in der Regel ein Exemplar in ihrem Besitz verblieb und über den Nachlass in das Literaturarchiv gelangte.
Im Nachlass Friedrich von Matthissons wurden zwei Alben mit Scherenschnitten Luise Duttenhofers gefunden. Das erste Album mit 47 Schnitten stellte Luise selbst für Matthisson zusammen, etwa um 1803; das andere Album enthält ca. 25 Schnitte, die Matthisson im Laufe der Jahre als Geschenk erhielt und die von ihm oder anderen in das Album eingeklebt wurden. Im Jahr 1853 lag Eduard Mörike eine „große Mappe mit schwarzen Ausschnitten von der berühmten Mad. Duttenhofer“ vor, die wahrscheinlich von Luises ehemaliger Freundin Klara Neuffer herrührte. Über den Verbleib der Mappe ist nichts bekannt.

### Porträts

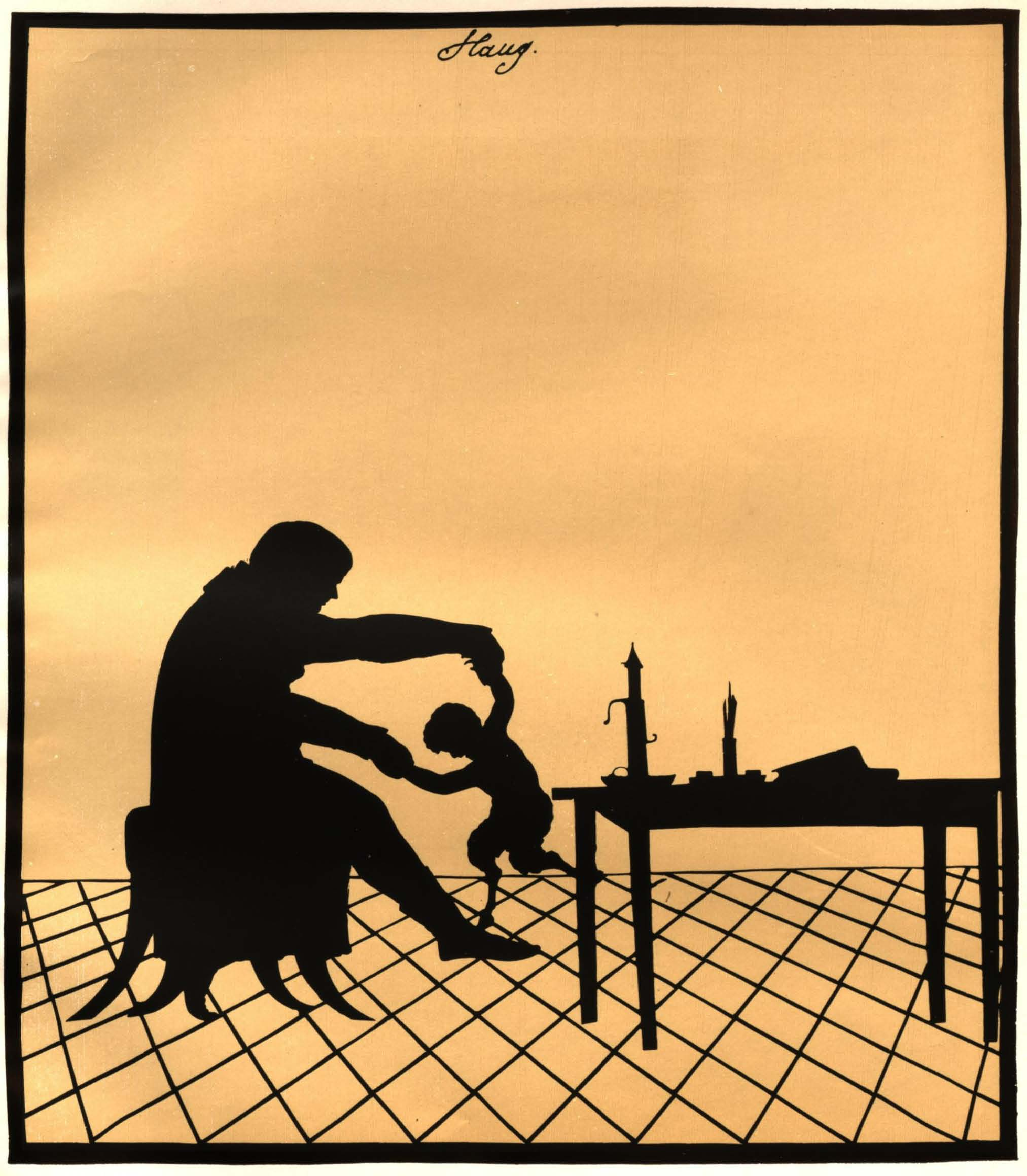
Friedrich Haug, einen Faun tanzen lassend

In Stuttgart und auf ihrer Romreise lernte Luise viele Berühmtheiten kennen, die sie in Scherenschnitten porträtierte oder karikierte. Die Liste der Prominenten, die Luise Duttenhofer abkonterfeite, gleicht einem Who’s Who der damaligen kulturellen Elite in Deutschland. Dazu gehörten:
- der Baumeister Friedrich Weinbrenner
- der Bildhauer Johann Heinrich Dannecker
- die Kunstsammler Sulpiz Boisserée und Karl Friedrich Emich von Uexküll-Gyllenband
- die Maler Philipp Friedrich von Hetsch, Angelika Kauffmann, Joseph Anton Koch, Gottlieb Schick, Gottlob Friedrich Steinkopf und Eberhard Wächter
- der Philosoph Friedrich Wilhelm Schelling
- die Schriftsteller Achim von Arnim, Clemens Brentano, Johann Wolfgang von Goethe, Friedrich Haug, Therese Huber,[29] Jean Paul, Jung-Stilling, Justinus Kerner, Friedrich von Matthisson, Wolfgang Menzel, Eduard Mörike, Wilhelm Müller, August Graf von Platen, Friedrich Rückert, Friedrich Schiller, Gustav Schwab, Ludwig Tieck, Ludwig Uhland und Johann Heinrich Voß
- und der Verleger Johann Friedrich Cotta.

### Literarische Scherenschnitte
Luise Duttenhofer hat auch Scherenschnitte zur Illustration von Gedichten oder einzelnen Versen oder Strophen von literarischen Vorlagen geschaffen. In einem Fall lieferte sie auch Beiträge zur Illustration eines Buchs, zu dem Gedichtband „Lautentöne“ von Christian Gottlob Vischer.

#### Übersicht
- Apuleius

Amor und Psyche (Fiege 1993, 163)
- Aloys Blumauer

Glaubensbekenntniß eines nach Wahrheit Ringenden
- Matthias Claudius

Der glückliche Bauer
- Leopold Friedrich Günther von Goeckingk

Epistel an Exter in Zweibrücken (Rühl & Fiege 1978, 144)
- Johann Wolfgang von Goethe

Alexis und Dora
Charon|Charon (Fiege 1990, Seite 29, Goethe 1828, Dickenberger 1992, 37–39, 48–50, 68, 134–137, Rühl & Fiege 1978, Seite 129)
Erlkönig (Rühl & Fiege 1978, 132)
Faust (Rühl & Fiege 1978, 131)
Idylle (Rühl & Fiege 1978, 130)
Lilis Park (Pazaurek 1924, Tafel 22 oben)
Noten und Abhandlungen zu besserem Verständnis des west-östlichen Divans (Rühl & Fiege 1978, 134)
Zauberlehrling (Pazaurek 1922, Kalenderblatt Juni)
- Johann Gottfried Herder

Die Liebe im Todtenreiche (Rühl & Fiege 1978, 151)
- Friedrich von Matthison

Der Kindheit leichte Plane begrenzt das Abendroth (Pazaurek 1924, Tafel 22 unten)
Die Kinderjahre (Rühl & Fiege 1978, 135)
Todtenkranz für ein Kind (Rühl & Fiege 1978, 141)
- Ernst Raupach

Die Fürsten Chawansky (Rühl & Fiege 1978, 143, (Volltext in der Google-Buchsuche))
- Friedrich Rochlitz

Morgen (Rühl & Fiege 1978, 140)
- Friedrich Schiller

Das Mädchen aus der Fremde (Rühl & Fiege 1978, 134; Güntter 1937, Tafel 22–23)
- August Ernst von Steigentesch

Willst du mit? (Rühl & Fiege 1978, 133, (Volltext in der Google-Buchsuche))
- Theokrit:

Der junge Kuhhirt (Rühl & Fiege 1978, 142)
Durch Achtung erheben sich edlere Thaten (Rühl & Fiege 1978, 138)
- Christian Gottlob Vischer

Lautentöne
- Unbekannte Dichter

Und es reicht ihm ein Engel die goldne Frucht des Paradieses (Rühl & Fiege 1978, 135)
Zu schnell entfloh’ne Jahre / Der Unbefangenheit, / Was zwischen Wieg’ und Bahre / Gleicht eurer Seeligkeit? (Rühl & Fiege 1978, 135)
Hinweise:
- Die folgenden Scherenschnitte sind alphabetisch nach dem Dichternamen und dem Werktitel angeordnet.
- Für die meisten der oft rätselhaften und mit versteckten Anspielungen gespickten Scherenschnitte von Luise Duttenhofer gibt es keine gesicherte Interpretation. Die folgenden Deutungsversuche sollen daher nur als Anregung zum besseren Verständnis der Bilder dienen.

#### Aloys Blumauer: Glaubensbekenntniß eines nach Wahrheit Ringenden

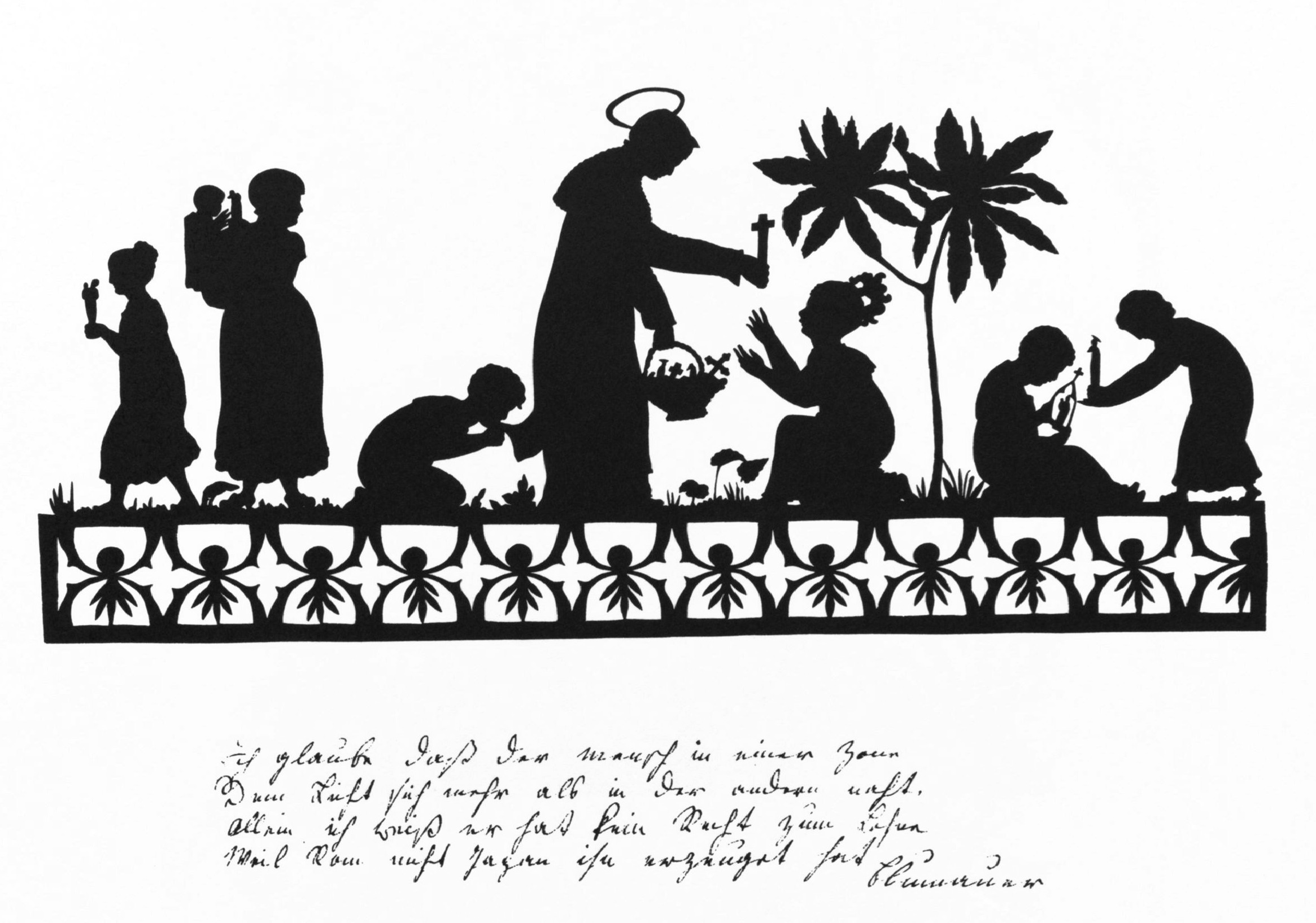

Schwarzer Scherenschnitt, Illustration einer Strophe aus dem Gedicht „Glaubensbekenntniß eines nach Wahrheit Ringenden“ von Aloys Blumauer, Entstehungsjahr unbekannt, Marbach, Deutsches Literaturarchiv. Literatur: Blumauer 1827, Seite 6, Rühl & Fiege 1978, Seite 139. Beischrift von Luise Duttenhofer: „Ich glaube, dass der Mensch in einer Zone / Dem Licht sich mehr als in der andern naht; / Allein ich weiß, er hat kein Recht zum Lohne, / Weil Rom, nicht Japan, ihn erzeuget hat / Blumauer“.
Aloys Blumauer glaubt, dass die Menschen des Abendlandes („Rom“) müheloser zum christlichen Glauben („Licht“) gelangen können als die übrige Menschheit („Japan“). In eine bestimmte „Zone“ hineingeboren zu werden und daher leichter zum Glauben zu finden, ist kein lohnwürdiges Verdienst.
Auf einem Sockel mit Maßwerk und Pflanzenornamenten erkennt man drei Personengruppen. Die Dreiergruppe in der Mitte symbolisiert die gläubigen Christen, die beiden unschuldigen Kinder auf der rechten Seite sind noch halb im Unglauben befangen, und im Abseits auf der Linken stehen die Heiden, denen aber auch die Hoffnung auf Erlösung winkt.
Aus der Mittelgruppe ragt ein Heiliger mit Nimbus heraus. Er reicht einer knienden jungen Frau, die eine Krone auf dem Kopf trägt und die Arme zu ihm emporstreckt, aus einem Korb mit Kreuzen und Heiligenfiguren ein Kreuz dar, das Symbol der christlichen Religion. Hinter dem Heiligen kniet ein Kind, das den Saum seines Gewandes küsst.
Eine stilisierte Palme, Symbol der Auferstehung und des Sieges über den Tod, trennt die Dreiergruppe von den zwei Kindern auf der rechten Seite. Der auf dem Boden sitzende Knabe hält einen spitzbogigen Mini-Fensterrahmen mit einem Kreuz an der Spitze in der Hand. Die Figur im Inneren des Rahmens ist ohne Nimbus und gleicht den Götzenbildern, die die Heiden auf der linken Seite verehren. Es scheint so, als sei der Knabe noch dem Aberglauben verfallen. Ein stehendes Mädchen beugt sich zu dem Knaben hinab und hält ihm beschwörend eine Heiligenfigur hin.
Zur Linken steht eine Mutter, auf dem Arm ein kleines Kind, und wendet sich nach dem Heiligen um. Ihre größere Tochter hinter ihr ist im Weggang begriffen. Sie hält, ebenso wie das Kleinkind, eine heidnische Götzenfigur in Händen. Die Kinder werden in dem ererbten Glauben groß, aber die Hinwendung der Frau zeigt, dass auch für sie der Weg zum wahren Glauben offensteht.

#### Matthias Claudius: Der glückliche Bauer

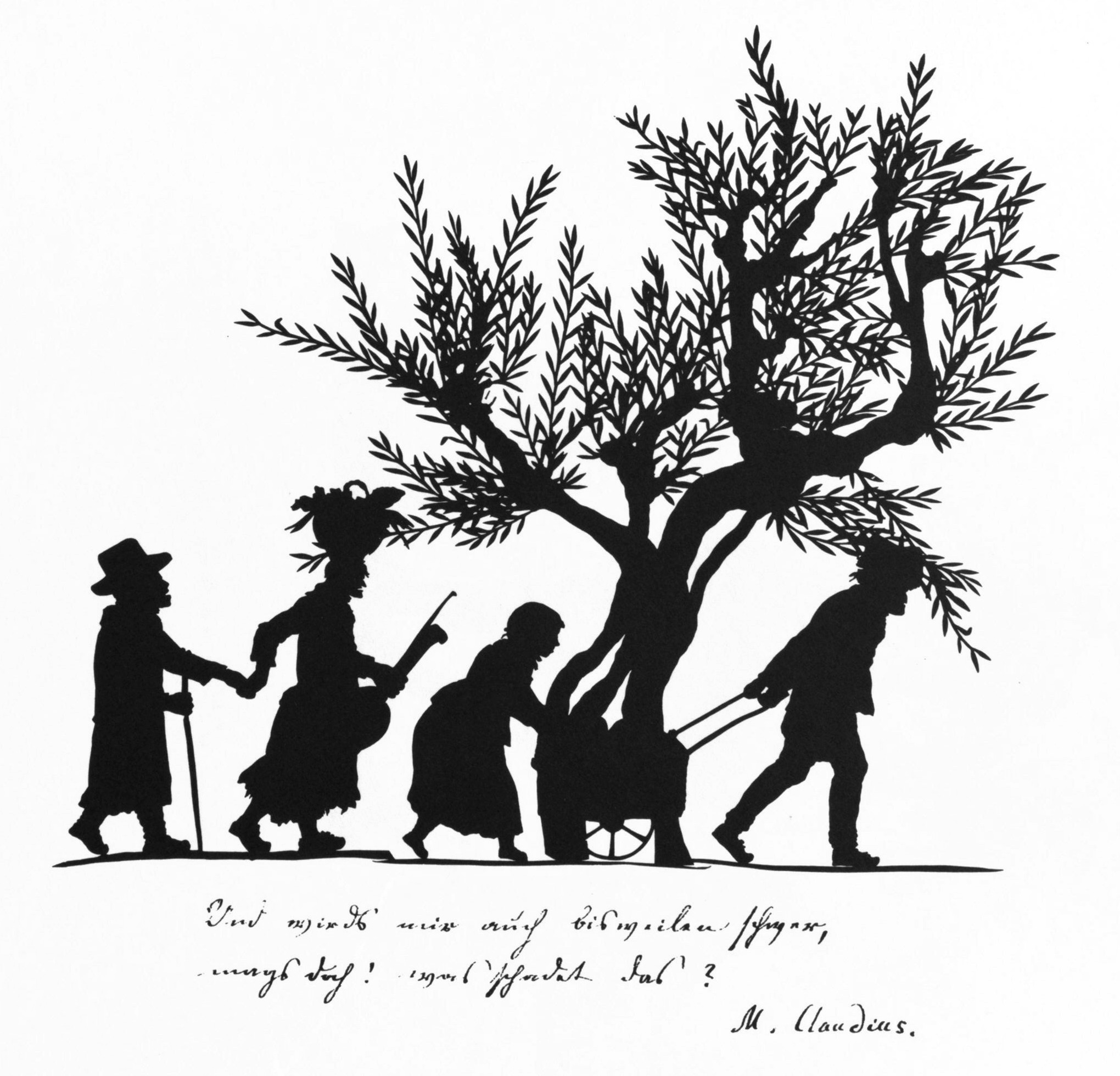

Schwarzer Scherenschnitt, Illustration eines Verses aus dem Gedicht „Der glückliche Bauer“ von Matthias Claudius, Entstehungsjahr unbekannt, Marbach, Deutsches Literaturarchiv. Literatur: Claudius 1976, Seite 362, Rühl & Fiege 1978, Seite 137, Schlaffer 1986, Seite 72–73. Beischrift von Luise Duttenhofer: „Und wirds mir auch bisweilen schwer, / mags doch! was schadet das? / M. Claudius“.
Der Scherenschnitt bebildert den angegebenen Vers, nimmt aber keinen Bezug auf das Gedicht, in dem ein glücklicher Bauer im Vordergrund steht.
Eine Truppe fahrender Leute zieht an einem alten, knorrigen Ölbaum vorbei. Der Zug wird angeführt von einem Mann, der bärbeißig an beiden Händen einen einachsigen Karren mit zwei kleinen Kindern hinter sich herzieht. Seine kleine Frau läuft hinter dem Karren her, den sie mit anschiebt. Der Mann ist mit Jacke und Hose bekleidet und trägt eine Mütze auf dem Kopf und Schuhe an den Füßen. Seine Frau hingegen, bekleidet mit Rock und Jacke, ist barhäuptig und barfüßig. Hinter dem jüngeren läuft ein älteres Paar einher, die Großeltern der Kinder. Die Greisin im knöchellangen Kleid, auf dem Kopf einen Korb mit Blumen oder Gemüse, hält in der einen Hand eine Laute mit Bogen und führt mit der anderen einen blinden Mann hinter sich her. Der Mann ist klein, trägt Hut, Mantel und Wollgamaschen und stützt sich mit einer Hand auf einen Gehstock.
Luise Duttenhofer porträtiert in diesem Familienbild drei Generationen armer Leute, die über Land fahren und mit Gelegenheitsarbeit und Musizieren einen kargen Unterhalt verdienen. Die armen Leute sind trotz aller Beschwernis glücklich mit ihrem Los.

#### Johann Wolfgang von Goethe

##### Alexis und Dora

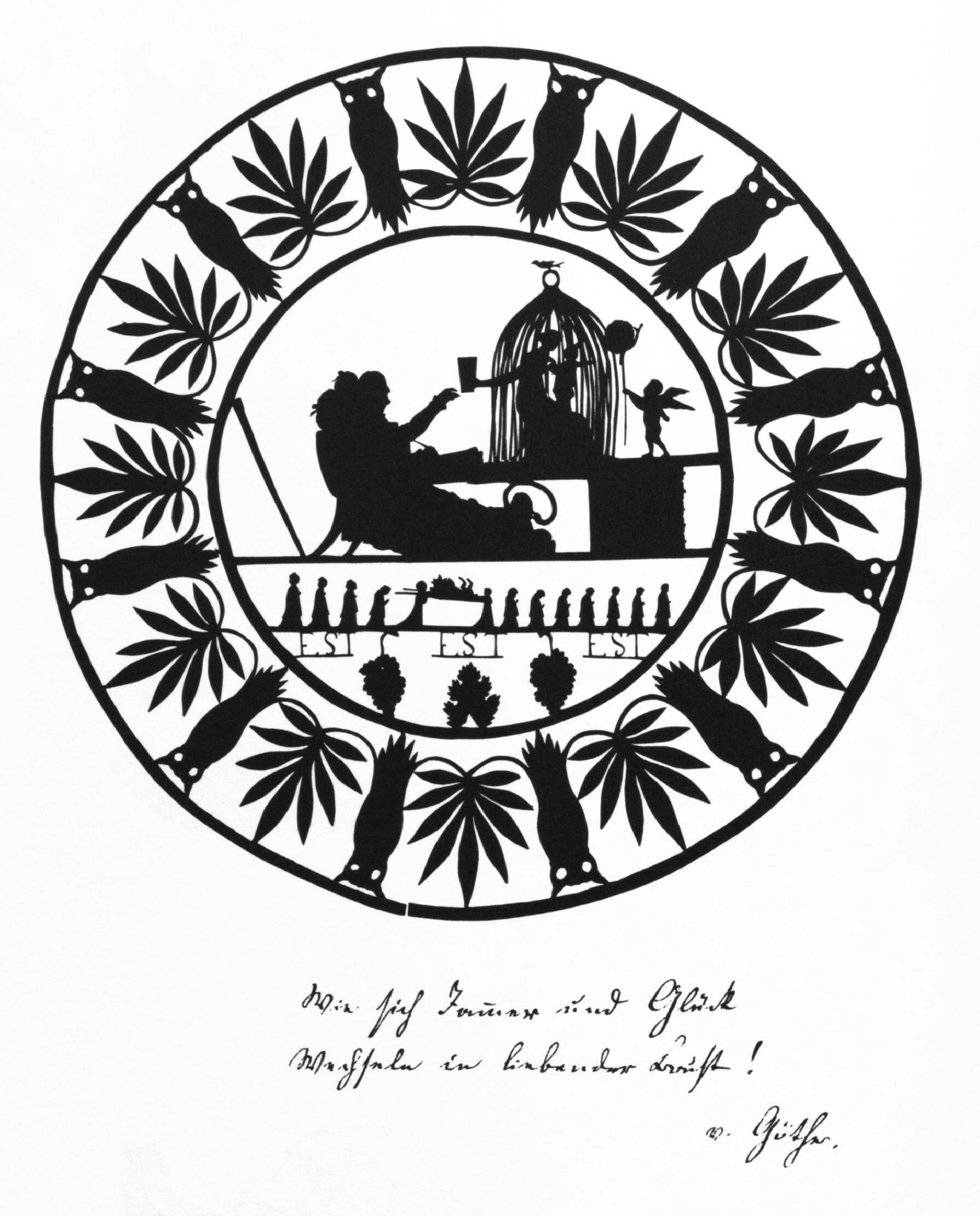

Schwarzer Scherenschnitt nach einer Verszeile aus dem Gedicht Alexis und Dora von Johann Wolfgang von Goethe, Rundmedaillon, 12,4 cm Breite × 14,3 cm Höhe (ohne Beischrift), Entstehungsjahr frühestens 1797, Marbach, Deutsches Literaturarchiv. Literatur: Goethe 1797, Seite 16, Vers 156, Rühl & Fiege 1978, Seite 128. Beischrift von Luise Duttenhofer: „Wie sich Jammer und Glück / Wechseln in liebender Brust! / v. Göthe.“
Die zitierte Verszeile stammt aus Goethes Elegie „Alexis und Dora“, die erstmals 1797 in Schillers Musenalmanach veröffentlicht wurde (Goethe 1797). Der Scherenschnitt allegorisiert die angegebene Verszeile, nimmt aber keinen Bezug auf Goethes Gedicht.
Der Schnitt besteht aus drei Teilen. Das innere Rundmedaillon stellt im oberen Segment eine Allegorie des goldenen Käfigs dar (1), im unteren Abschnitt ein Leichenbegängnis (2), bei dem ein Säufer zu Grabe getragen wird. Das Medaillon wird eingerahmt von einem Rankenkranz (3) mit Eulen und Palmetten.
(1) Allegorie des goldenen Käfigs. Auf einem Liegesessel mit schön nach hinten ausschwingenden Beinen thront ein alter Mann vor seinem Schreibtisch. Kopf und Nacken stützt er auf zwei dicke Kissen. Die mit einer dicken, wohlig wärmenden Decke eingehüllten Beine streckt der Mann gemütlich unter den Tisch, einen Fuß auf einen Bügel abstützend, der von der Tischplatte herunterhängt. Hinter dem Sessel lehnt der Gehstock des Mannes schräg an der Wand. In der linken Hand die Feder, schreibt der Mann auf einem schräggeneigten Schreibpult, während er den rechten Arm nach einem übergroßen Trinkbecher ausstreckt.
Auf dem Schreibtisch steht ein hoher runder Vogelkäfig, dessen Kuppel mit einem ringförmigen Aufhänger abschließt. Auf diesem sitzt ein kleines Vögelchen, den Körper weit vorgereckt, als wolle es sogleich davonfliegen. Es wird in die Freiheit entfliehen, aber – verkehrte Welt – im Käfig muss eine Frau mit ihrem Kind in der Gefangenschaft ausharren. Die junge Frau sitzt auf einem Hocker, ihren Körper und ihr Gesicht abgewendet von dem alten Mann. Sie ist es, die diesem das übergroße Trinkgefäß darreicht, den Arm hinter sich streckend. Mit einer Hand umfängt sie ihr kleines Kind, das auf ihrem Schoße aufrecht steht und mit der Hand auf eine geflügelte Amorette deutet, die hinter dem Käfig steht. Sie hält eine Rose mit einem mannshohen Stiel in der Hand und pocht mit der dicken, reichgefüllten Rosenblüte an die Gitterstäbe.
(2) Beerdigung eines Säufers. Das untere Medaillonsegment zeigt einen Trauerzug. 13 Männer und Frauen begleiten einen gehörnten, bockbeinigen Satyr auf seinem letzten Weg. Zwei Männer tragen die Bahre mit dem toten Gefolgsmann des Weingottes Dionysos auf ihren Schultern. Ihnen schreiten sieben Trauernde betend voran, und vier Trauernde folgen dem Zug.
Der Schriftzug „EST EST EST“ unter dem Leichenzug bezieht sich auf den berühmten italienischen Weißwein Est! Est!! Est!!! di Montefiascone, an dem sich ein Prälat namens Johannes Fugger im Jahr 1111 zu Tode getrunken haben soll. Der Trauerzug und das von zwei Weintrauben flankierte Weinblatt unter dem Leichenzug deuten symbolisch an, dass ein großer Freund des Rebensaftes zu Grabe getragen wird.
(3) Rankenkranz. Das innere Medaillon wird von einem Rankenkranz eingerahmt, der noch einmal das Todesthema aufgreift, das im unteren Segment des Medaillons angeschlagen wird. Die Todessymbolik des alternierenden Kranzes von Palmetten und hohläugig starrenden Eulen, je 12 an der Zahl, untermalt das Todesmotiv. Die Eule gilt von alters her als Verkünder des Todes, und die Palmzweige symbolisieren in der christlichen Überlieferung die Verheißung des Paradieses, den Sieg über den Tod. Luise Duttenhofer verbindet Eulen und Palmetten durch gebogene Rankentriebe, indem sie die äußeren Federn der Eulen kreisförmig umbiegt und sie in einen benachbarten Palmettenausläufer überführt.
Wie bei vielen ihrer Schattenrisse gibt uns Luise Duttenhofer auch hier einige Rätsel auf, so dass mehrere Deutungen möglich sind. Wir wissen nicht, wann der Schnitt entstanden ist, und wir wissen auch nicht, aus welchem Anlass. Wenn man die Verszeile „Wie sich Jammer und Glück / Wechseln in liebender Brust!“ zugrunde legt, kann man annehmen, dass eine junge Frau einem wohlhabenden älteren Mann vermählt wurde, der vielleicht ein bedeutender Schriftsteller war. Er hält sie und das Kind im goldenen Käfig, der ihre Freiheit beschneidet, sie aber auch vor der Außenwelt schützt. Der Mann ist zu sehr dem Weine zugetan, und sie muss mit ansehen, wie er sich zu Tode trinkt, ja sie muss ihm gegen ihren Willen dabei noch hilfreich zur Hand gehen. Das blühende Leben pocht in der Gestalt des Putto mit der Rose an den Käfig, aber sie bleibt ausgesperrt vom Leben draußen. Das Schicksal nimmt seinen Lauf, und der Mann geht an seiner Sucht zugrunde. Zurück bleiben einsam und ohne männlichen Beistand die junge Witwe und das Kind.
Bei Duttenhofers Hang zum Mystifizieren ist es gewiss kein Zufall, dass in dem Schattenriss einige mystisch bedeutsame Zahlen ihre Verkörperung finden: 1 Weinblatt, 2 Weintrauben, 3 × EST, 4 Trauernde hinter, 7 Trauernde vor dem Leichenzug, 12 Eulen und 12 Palmetten, 13 Trauernde insgesamt.
Formal hat der Schattenriss Ähnlichkeit mit den „Vier Spieltellern“, die Luise Duttenhofer als Entwürfe für Spieltellerchen schuf, und mit einigen anderen Schattenrissen in der Form von gerahmten Rundmedaillons.

#### Christian Gottlob Vischer
Literatur: Koschlig 1960, Seite 126, Vischer 1821.
Im Gegensatz zu vielen anderen Scherenschnittkünstlern arbeitete Luise Duttenhofer in der Regel nicht als Buchillustratorin. In einem einzigen Fall lieferte sie aber zusammen mit ihrem Mann Christian Duttenhofer Vignetten für den Gedichtband „Lautentöne“ von Christian Gottlob Vischer, einem heute vergessenen Dichter (Vischer 1821). Ihr Mann trug dazu einen Kupferstich bei und sie fünf Schattenrisse, die Johann Wilhelm Gottlieb Pfnor als Holzschnitte ausführte. Die Schattenrisse gab Pfnor teilweise originalgetreu wider, teilweise zeichnerisch verfremdet.

##### Ode an Kronprinz Wilhelm I. von Württemberg
|  | Holzschnitt von Johann Wilhelm Gottlieb Pfnor nach einem schwarzen Scherenschnitt von Luise Duttenhofer, Eingangsvignette für das Gedicht „Ode auf Seine Königliche Hoheit den Kronprinzen von Würtemberg“, Entstehungsjahr 1821. Literatur: Vischer 1821, Seite 14. Zwei schwebende Schutzengel halten eine Schale mit Siegespalmen über einen Löwen, das Wappentier Württembergs. Die Ode entstand im Dezember 1813, als der spätere württembergische König Wilhelm I. als Oberbefehlshaber des württembergischen Heers gegen Napoleon zu Felde zog und in mehreren Schlachten zwischen Januar und März 1814 zu dessen Niederlage und Abdankung beitrug. |

##### Ode auf die Freundschaft
|  | Holzschnitt von Johann Wilhelm Gottlieb Pfnor nach einem schwarzen Scherenschnitt von Luise Duttenhofer, Eingangsvignette für das Gedicht „Ode auf die Freundschaft“, Entstehungsjahr 1821. Literatur: Vischer 1821, Seite 59. Ein Mann mit lockigen Haaren und einem Barett auf dem Kopf, bekleidet mit einer kurzen Jacke und Hosen, steht auf einem Wiesenstück vor einem Busch. Er stützt sich auf einen mannshohen Holzstab, an dem freudig sein Hund, der „beste Freund des Menschen“ hochspringt. Luise Duttenhofer besaß selbst einen Hund namens Mylord, den sie sehr liebte. |

##### Die Versöhnung
|  | Holzschnitt von Johann Wilhelm Gottlieb Pfnor nach einem schwarzen Scherenschnitt von Luise Duttenhofer, Eingangsvignette für das Gedicht „Cannstatt“, Entstehungsjahr 1821. Literatur: Fiege 1990, Seite 27, Koschlig 1968, Seite XI-XI, Rühl & Fiege 1978, Seite 33. Literatur: Vischer 1821, Seite 62. Eduard Mörike fertigte 1827 eine Kopie des Scherenschnitts an und sandte sie am 25. Mai 1827 in einem Brief an seinen Freund Wilhelm Hartlaub (1804–1885): „Noch eine kleine Beilage ist die schwarze Gruppe die ich nach einer Silhouette der berühmten Madam Duttenhofer in Stuttg[art] gemacht habe, schnell aber getreu. Es ist ein sehr lieblicher Gedanke, soll die Versöhnung zweier Kinder allegorisiren, wovon das Eine, das beleidigt hat, sich vor Schaam und Reue nicht will trösten lassen. Der Baum scheint e[ine] Olive zu sein. Das Ganze, bey so großer Einfachheit – wie alle dergleichen Compositionen dieser äußerst geistreichen Frau – bewundernswürdig!“ (Fiege 1990, Seite 27). Die Holzschnitt-Kopie des Scherenschnitts zeigt den Originalschnitt seitenverkehrt und an den Seiten verkürzt. |

##### Cannstatt
|  | Holzschnitt von Johann Wilhelm Gottlieb Pfnor nach einem schwarzen Scherenschnitt von Luise Duttenhofer, Eingangsvignette für das Gedicht „Cannstatt“, Entstehungsjahr 1821. Literatur: Vischer 1821, Seite 91. Der Holzschnitt zeigt in einem querovalen Medaillon den Gott des Neckars, der bei Bad Cannstatt am Flussufer liegt und das Wasser aus einem großen Fass in den Strom fließen lässt. Der Flussgott ist als älterer Mann mit ernstem Gesicht, klassischen Profil, einem langen, wallenden Bart und mit einem wohlerhaltenen muskulösen Körper dargestellt. Er ist nackt bis auf die Scham, die ein Tuch bedeckt. Das wilde Haupthaar wird durch ein Band gebändigt, das in einem Schirm aus Lorbeerblättern endet. Im rechten Arm, den er auf das Fass lehnt, hält der Gott ein Bündel Schilfblätter als Szepter. Er ruht inmitten einer idyllischen Schilf- und Blumenlandschaft und über seinem Haupt winden sich an einem Rebstock wie ein schützendes Schattendach die Weinreben des fruchtbaren Neckartals. |

##### Verklärung Müllers
|  | Holzschnitt von Johann Wilhelm Gottlieb Pfnor nach einem schwarzen Scherenschnitt von Luise Duttenhofer, Eingangsvignette für das Gedicht „Cannstatt“, Entstehungsjahr 1821. Literatur: Vischer 1821, Seite 101. Das Gedicht verherrlicht den Kupferstecher Johann Friedrich Müller (1782–1816), den ältesten Sohn des Stuttgarter Kupferstechers Johann Gotthard Müller (1747–1830). Als sein Hauptwerk gilt die Sixtinische Madonna nach Raffael. Mit 32 Jahren erhielt er den Ruf als Professor der Kupferstecherkunst nach Dresden, starb aber bereits 1816, erst 34-jährig, in Pirna/Sachsen. Der gekrönte Künstler thront in den Wolken des Olymp, umringt von lobpreisenden Engelsköpfchen (geflügelte Putten ohne Leib) und einem auf Wolken schwebenden Engel, der sich niederkniend vor dem Meister verbeugt. |

### Werkbeispiele
|  | „Der Zauberlehrling“ von Goethe Illustration zu Goethes Gedicht „Der Zauberlehrling“, nach 1797, Maße und Standort unbekannt. Auf einem Sockel mit einem Blütenfries stehend, beschwört der Zauberlehrling (rechts) den menschgewordenen Besen („Auf zwei Beinen stehe, oben sei ein Kopf“) sein Treiben einzustellen und kein Wasser mehr herbeizuschleppen: „Stehe! stehe! denn wir haben deiner Gaben vollgemessen!“, aber dem übereifrigen Lehrling ist das Zauberwort entfallen: „Ach, ich merk es! Wehe! wehe! Hab ich doch das Wort vergessen!“. |
|  | Mutter mit neugeborenem Kind Gedenkblatt zur Geburt eines Kindes, 17,7 × 10, 5 cm, Entstehungsjahr unbekannt, Deutsches Literaturarchiv Marbach, Inventarnummer 5686. Eine Wöchnerin sitzt im Bett mit ihrem Säugling auf dem Schoß. Der Säugling liegt auf dem Rücken und streckt alle viere in die Luft. Vor Mutter und Kind kniet auf dem Bett der Schutzengel des Kindes, der mit einer Lilie in der Hand, dem Sinnbild der Unschuld, dem Kind den Segen erteilt. Vor dem Bett steht eine Wiege, über der drei behütende Engelsköpfchen schwirren. |
|  | Gänsemagd mit ihrer Herde Ländliche Genreszene, 13,3 × 4,1 cm, Entstehungsjahr unbekannt, Deutsches Literaturarchiv Marbach. Eine kleine Gänsemagd droht ihrer Herde, die „im Gänsemarsch“ dicht hintereinander vor ihr her watschelt, energisch mit der erhobenen Gerte. Die Gänse sind nicht schablonenhaft dargestellt, fast jede ist als Individuum gezeichnet. Die eine streckt den Hals nach oben, die andere reckt ihn weit vor, eine pickt ein Kraut auf, die andere pickt ihrer Vorderfrau ins Hinterteil, und zwei Gänse flattern mit ausgebreiteten Flügeln, als wollten sie gleich davonjagen. |
|  | Matthisson dem Windhund seines Königs den Nachttopf unterhaltend Satirischer Scherenschnitt, um 1812, Maße und Standort unbekannt. In ihrer Jugend war Luise Duttenhofer eine glühende Verehrerin des Dichters Friedrich von Matthisson. 1812 veranstaltete der dicke König Friedrich I. (links im Bild) in Bebenhausen das letzte der sogenannten „Dianenfeste“, eine Treibjagd, für die Tausende von Frondienstleistenden aus dem ganzen Land vorher die Tiere einfangen und dann vor die Flinten der hohen Herren treiben mussten, die sie dann bequem von ihren Tribünen aus abschlachteten. Mit seiner speichelleckerischen Verherrlichung des Dianenfestes forderte Matthisson den ätzenden Spott seiner Bewunderin heraus, die in mehreren Scherenschnitten die Unterwürfigkeit und Eitelkeit Matthissons persiflierte. |
|  | Schneckenkarawane Humoristisches Familienbild, um 1820, Maße und Standort unbekannt. Luises Mann, Christian Duttenhofer, führt die Familienkarawane als behäbiger Schneckenritter an, der zwei Faune in die Kupferplatte stichelt. Luise mit der Schere bildet das Schlusslicht des Zuges, aber sie hat die Zügel (des Schaukelpferds) in der Hand, dazwischen (von links nach rechts) Amor mit Pfeil, eine kauernde Katze, ein tänzelnder Gaukler, Tochter Marie mit Blumenkorb, eine fliegende Amorette und die Söhne Anton und Fritz auf dem Schaukelpferd. |
|  | Die Hoffnung Religiöses Motiv, 9,2 cm hoch, Entstehungsjahr unbekannt, Deutsches Literaturarchiv Marbach, Inventarnummer 5699. Nach Gertrud Fiege „hat Luise Duttenhofer für die Darstellung einer der drei theologischen Tugenden, die Hoffnung, eine ganz eigenständige Verbildlichung gefunden. Den Anker, Symbol der Hoffnung, hat sie einem Engel in die Hand gegeben, über dem ein – sicher guter – Stern steht. Der Engel hält den Anker in der Hand wie ein Pendel. Es wird deutlich: Die Hoffnung schwankt. Aber der Engel arretiert ihn mit dem Fuß – er gibt der Hoffnung Halt. Mit der freien Hand deutet er auf den Anker: Nicht er und seine Handlungsweise sind wichtig, sondern die Hoffnung als solche. Diesen tiefsinnigen Gedanken, der eine Mahnung enthält, hat die Künstlerin in eine anmutige, liebenswürdige Form gekleidet, dem Himmelsboten mit dem kindlichen Profil und den elegant geformten Flügeln etwas Spielerisches gegeben.“                                                               |
|  | Groteske Maskenamphora Vasenentwurf, Maße, Entstehungsjahr und Standort unbekannt. Die Amphora steht auf einem mit Eulen verzierten Fuß, auf dem der mit einem Blattfries geschmückte Vasenbauch ruht. Zwei grimmige Masken mit weit aufgesperrtem Maul bilden die Henkel. Die Vase endet in einer furchterregenden Maske mit reichem Blattrankenschmuck an der Stirn, schräggestellten Mandelaugen, blähenden Nüstern und einem grotesk dicken Mundwulst. In Luises Werk findet sich eine ganze Reihe von Vasenentwürfen, oft auch in der Form von Segmentbögen oder Friesen. Mindestens eine Vase wurde in der Ludwigsburger Porzellanmanufaktur realisiert. Ihr Mann gab 1810/1811 unter dem Titel Ideen für Vasen eine Heftreihe heraus, welche „zum Zweck hat, durch mannigfaltige Phantasien auf dem Gebiete der Verzierungskunst, den Kunstfreunden einen angenehmen Genuß zu verschaffen“. Man kann annehmen, dass Luise, falls sie nicht gar der Initiator der Reihe war, jedenfalls Entwürfe dazu beigesteuert hat. |
|  | Heinrich Rapp, den Ruhm seines Schwagers Dannecker als Schöpfers der Christus-Statue verkündend Karikatur, 9,8 × 9,8 cm, frühestens 1820, Deutsches Literaturarchiv Marbach, Inventarnummer 1523. Johann Heinrich Dannecker, der berühmte klassizistische Bildhauer, arbeitete ab 1821 an einer Christus-Statue, die weit hinter seinem übrigen Werk zurückblieb. Sein Schwager Heinrich Rapp, der sich als Danneckers Fürsprecher gerierte, bekam in dieser Karikatur den keck-frechen Spott Luise Duttenhofers ab. Rapp (links) und Dannecker sind beide als bocksfüßige Faune dargestellt. Dannecker präsentiert mit einer Hand seinen Christus, während er die andere Rapp zum festen Bunde reicht. Dieser posaunt den Ruhm seines Schwagers in die Welt hinaus – durch eine Kindertrompete, die am ungebührlichen Ort ungebührlichen Lärm von sich gibt. |

Vier Spielteller

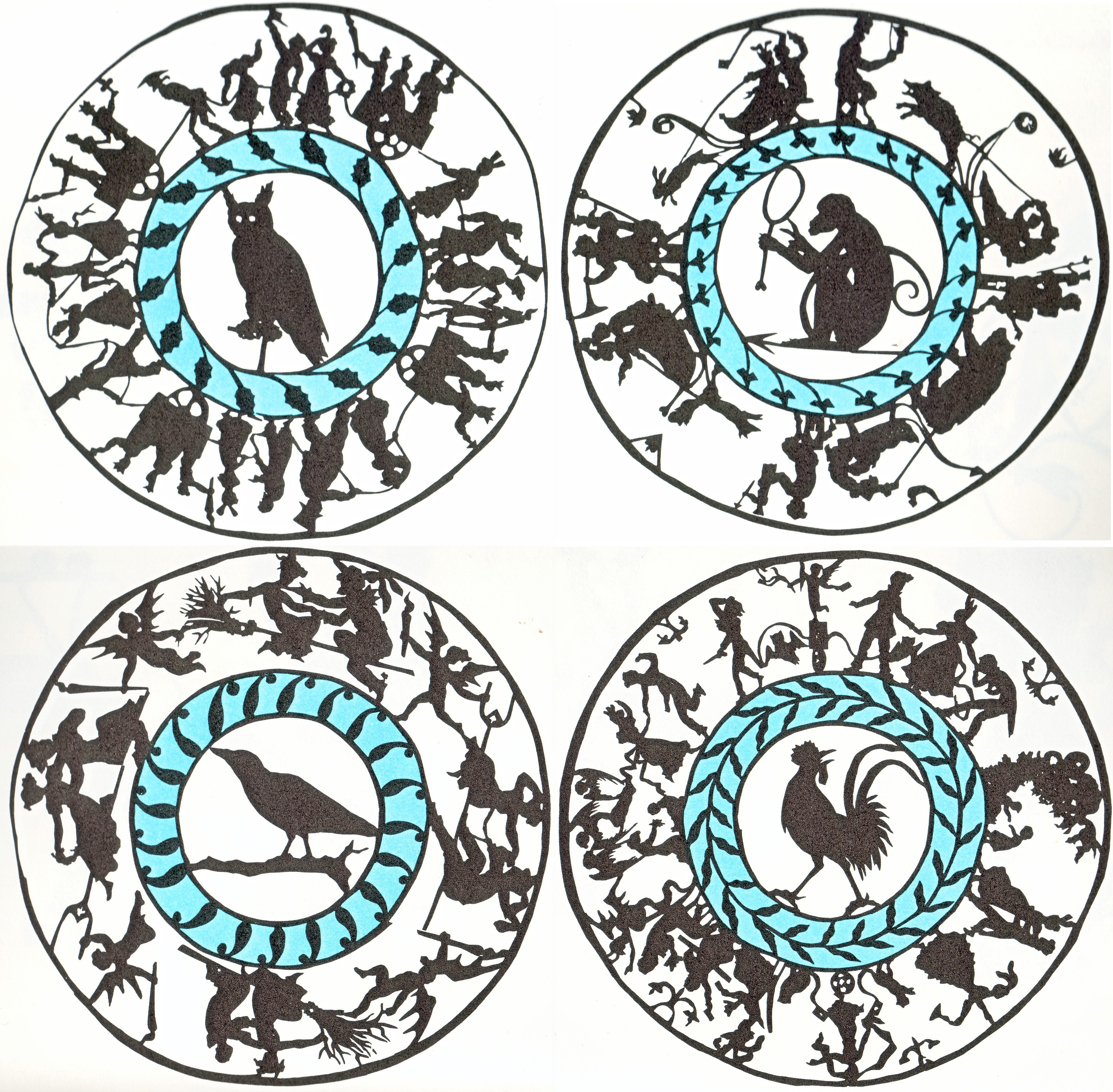
Vier Spielteller: Eulen-, Affen-, Raben- und Hahnenteller

Der vier runden Schattenrisse stellen Spielteller dar. Vermutlich waren sie als Entwürfe für eine vierteilige Spieltellerserie gedacht. Es ist nicht bekannt, ob die Entwürfe jemals umgesetzt wurden.
Spielteller wurden beim Kartenspiel dazu verwendet, um Geldmünzen oder Spielmarken darauf abzulegen, die beim Spiel eingesetzt wurden. Jeder Spieler hatte einen kleinen Spielteller, auf dem er seine Münzen bzw. Spielmarken aufbewahrte. In der Mitte des Tischs stand ein großer Spielteller, auf den die Spieler ihre Einsätze legten. Mit einem Durchmesser von etwa 10 cm sind die vier Spielteller ungefähr so groß wie Mokkauntertassen und stellen daher Entwürfe für kleine Spielteller dar.
Die Spiegel der Teller werden von Tiermedaillons eingenommen, die durch einen Blattkranz von dem umlaufenden Bildfries getrennt sind. Die Tiermedaillons zeigen: eine Eule auf einer Aufsitzstange, einen Affen mit einem Spiegel, der auf einem Pfeil sitzt, einen Raben auf einem Holzzweig und einen federspreizenden Hahn. Auf den äußeren Bildfriesen sind je vier thematisch zusammenpassende Szenen dargestellt: fürstlicher Festumzug (Eulenteller), Schlittenfahrten (Affenteller), Hexenritte (Rabenteller) und Gesellschaftsspiele (Hahnenteller). In jedem der Friese sind die vier Spielkartenfarben Karo, Herz, Pik und Kreuz ein- oder mehrfach versteckt. Die Tellerkehle zwischen Spiegel und Fahne ist mit einem Blatt- oder Blütenkranz verziert, der mit hellblauem Papier unterlegt ist.
Die Fahne des Rabentellers ist mit einem umlaufenden Bildfries mit Blocksbergszenen besetzt. Jede der vier Blocksberggruppen zeigt ein junges Paar, das auf einem Rutenbesen oder einer Mistgabel durch die Luft reitet.

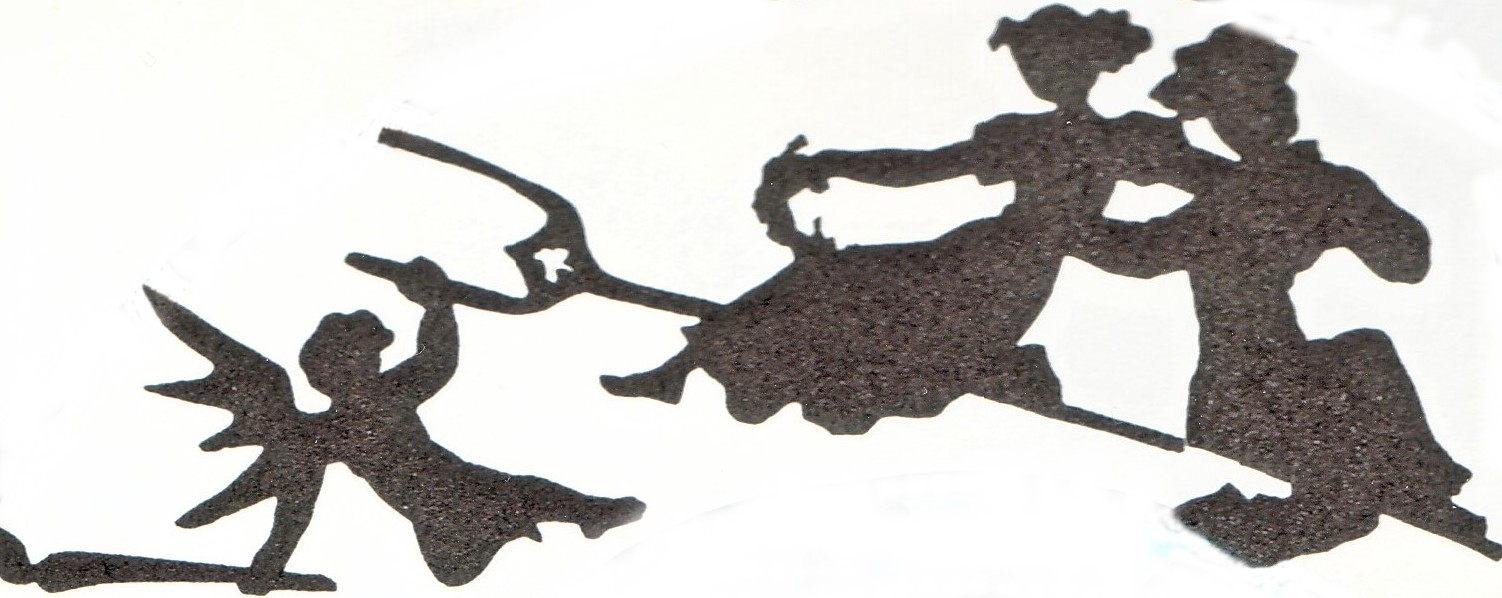
Bildfries links
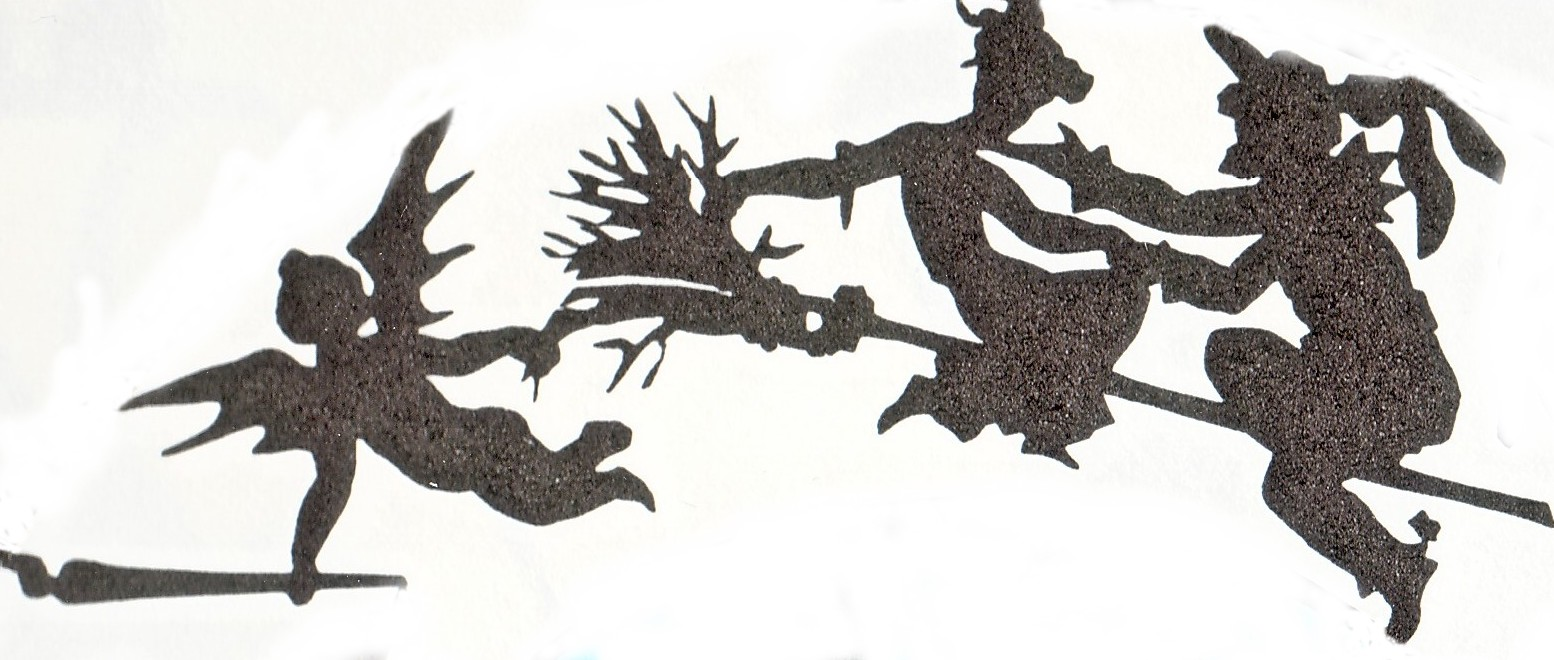
Bildfries oben
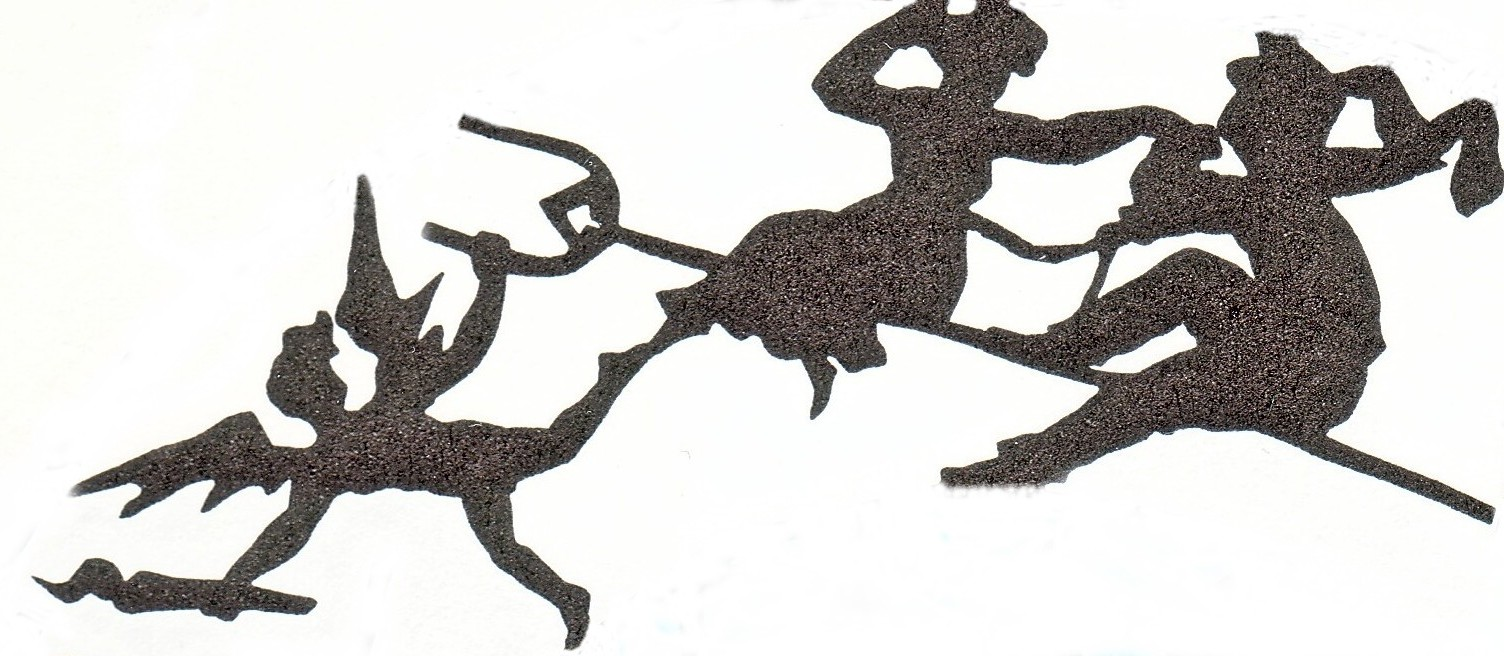
Bildfries rechts
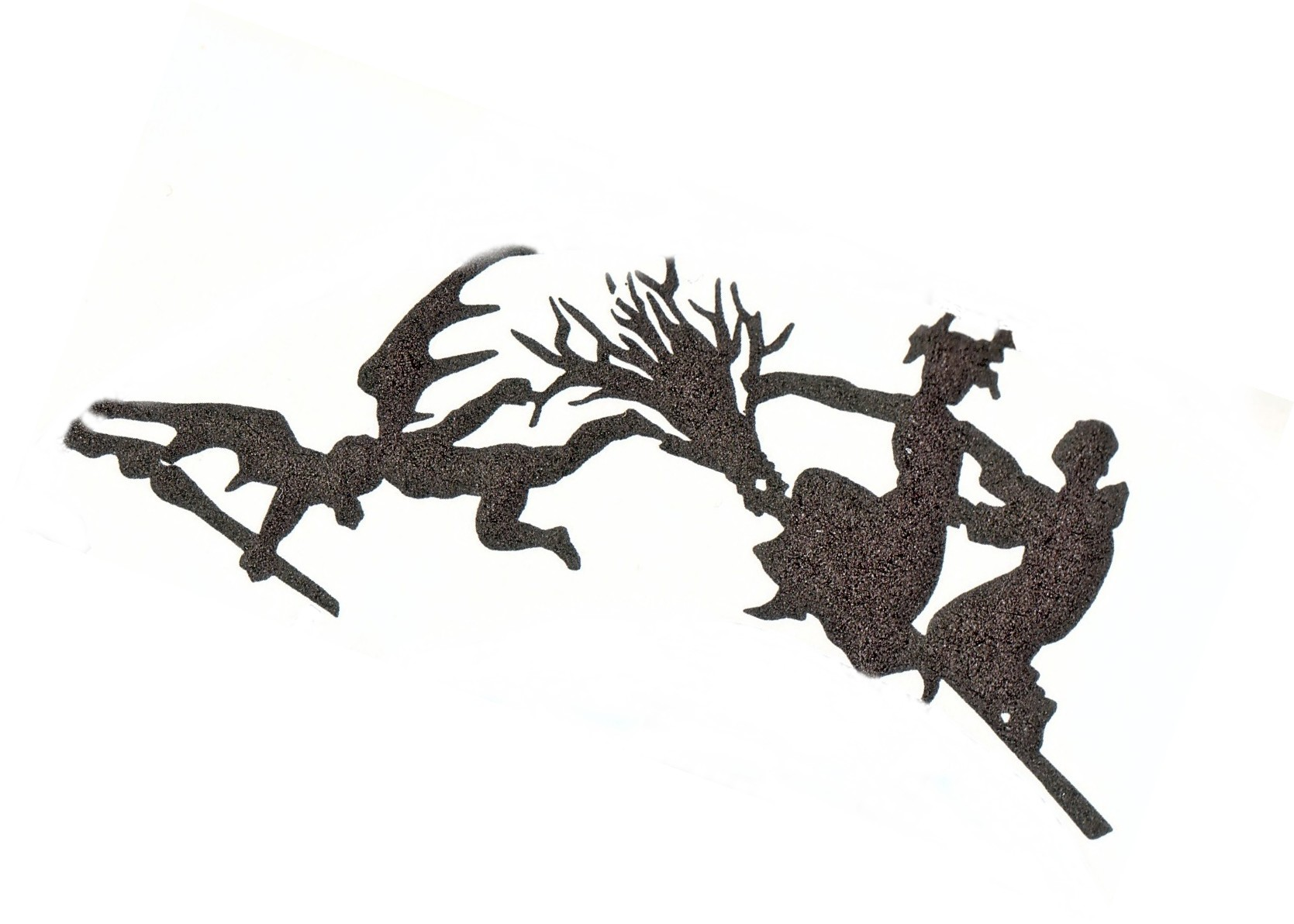
Bildfries unten

## Rezeption
Luise Duttenhofer ist nach einhelliger Auffassung eine der bedeutendsten deutschen Scherenschnittkünstlerinnen (und -künstler).

### Lebenszeit
Während ihrer Lebenszeit war Luise zweimal mit Scherenschnitten in den Stuttgarter Kunstausstellungen von 1812 und 1824 vertreten, und das Morgenblatt für gebildete Stände berichtete jeweils in ein paar freundlichen Zeilen darüber. Über die Breslauer Historische Ausstellung 1813, an der sie ebenfalls teilnahm, ist nichts Näheres bekannt.

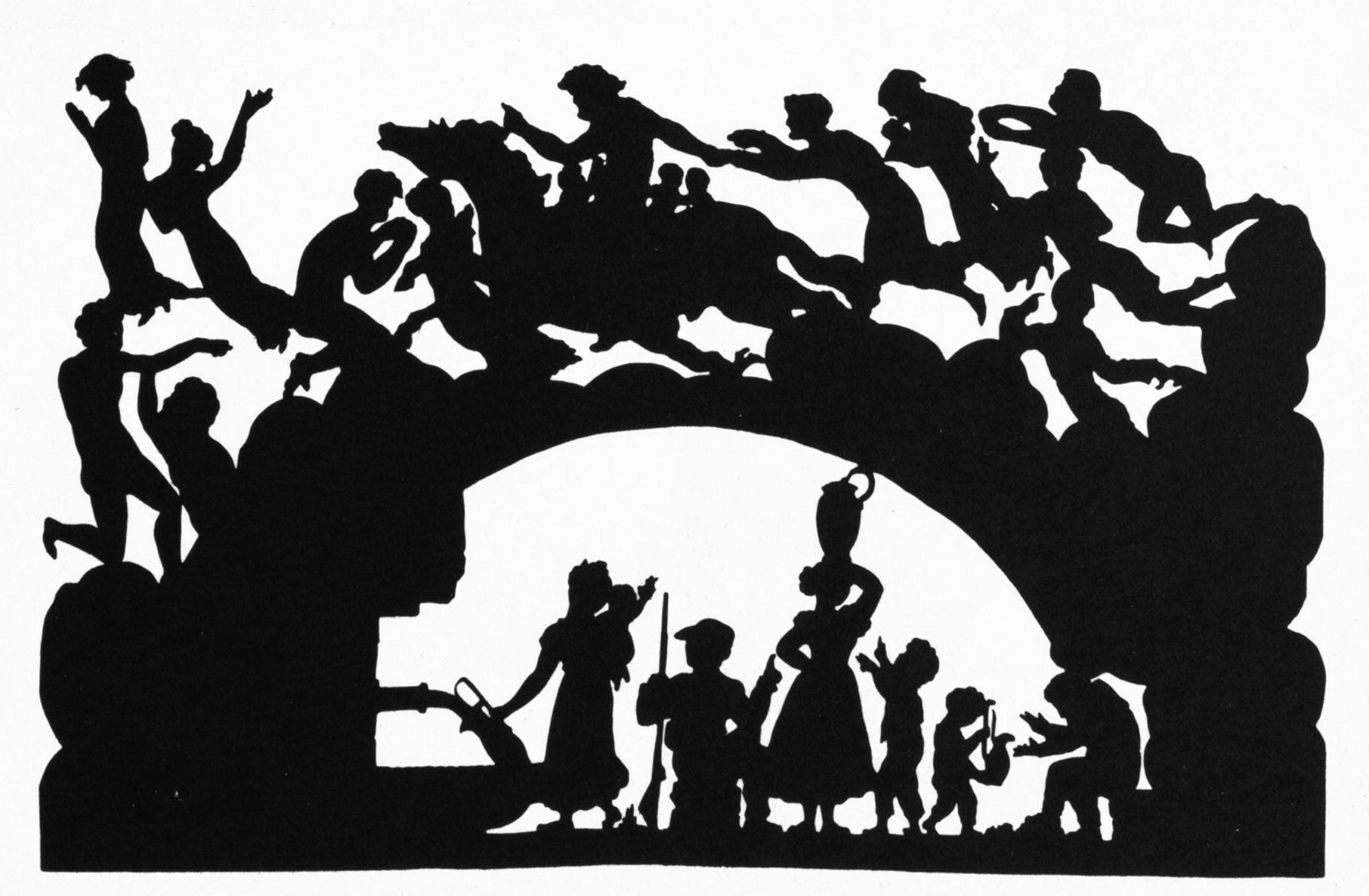
Illustration zu Goethes Gedicht „Charon“

Im Jahr 1824 hatte der Stuttgarter Verleger Cotta auf Anregung Goethes einen Wettbewerb für bildende Künstler ausgeschrieben zur bildlichen Darstellung von Goethes Gedicht „Charon“. Luise nahm teil, aber außer Konkurrenz, weil ihr klar war, dass man ihr niemals den Künstlerstatus zugestanden hätte. Der Maler und Kunstschriftsteller Johann Heinrich Meyer (Spitzname: Kunschtmeyer oder Goethemeyer), der eng mit Goethe zusammenarbeitete, ließ sich am Ende seiner Besprechung der eingegangenen Wettbewerbsbeiträge sehr löblich über Luises Werk aus: „An diese hohen und ernsten Bemühungen schließt sich, wie ein leichtes heiteres Nachspiel, ein kleines in schwarzem Papier artig ausgeschnittenes Bildchen, von einer mit Geschmack und Kunstfertigkeit begabten Dame.“ Dieses gewiss vom Dichterfürsten inspirierte oder gebilligte Urteil hat einen verniedlichenden Beigeschmack, wenn auch Luises Beitrag im Weiteren sogar als „Kunstwerk“ apostrophiert wird.

### 19. Jahrhundert
Viele Zeitgenossen waren begeistert von den Erzeugnissen der Duttenhoferschen Wunderschere. Der Epigrammatiker Friedrich Haug, mit dem sie befreundet war, widmete ihr mehrere seiner Epigramme, z. B. „Ich fürchte die Schere der Parzen sehr; / Doch, weiblicher Hogarth, die Deine mehr“. Gustav Eduard Mörike spricht wiederholt in seinen Briefen von der „berühmten Madam Duttenhofer“ und er findet „alle dergleichen Compositionen dieser äußerst geistreichen Frau – bewundernswürdig!“. Gustav Schwab zollte Luise Duttenhofer bereits in seinem Nekrolog höchstes Lob: „Diese Kunst der Schattenschnitte […] wurde in der Folge von ihr aus der kindischen Künstlichkeit und Geschmacklosigkeit früherer Zeiten zu einem neuen Fache der bildenden Kunst erhoben, in welchem sie so viel leistete, daß diese Leistungen so gut wie des Berner Minds Katzenzeichnungen, der Cariera Rosalba Pastellgernälde, Petitots und der Jaquotot Emailmalereyen, und ähnliche beschränkte Kunstzweige, als, wenn auch in engem Kreise sich bewegende, doch höchst eigenthümliche und vortreffliche Erscheinungen einer bleibenden Anerkennung künftig nicht entbehren werden.“ Diese Einschätzung Gustav Schwabs hat bis heute nichts von ihrer Gültigkeit verloren. Seine Zuordnung des Scherenschnitts zu den „beschränkten Kunstzweigen“ gilt noch immer und erklärt, warum die kleinteiligen Formate es viel schwerer haben, als Kunstwerke anerkannt zu werden als etwa große Gemälde oder Skulpturen. Tatsächlich galt zu Luises Lebenszeit das Scherenschneiden nicht als Kunst, und wenn der Name Duttenhofer fiel, wurde zuerst ihr Mann, der Kupferstecher, ein Künstler von Profession, genannt, und Luise wurde, wenn überhaupt, nur beiläufig erwähnt. Bis zum Ende des 19. Jahrhunderts wurde Luise auch in den biographischen Nachschlagewerken entweder übergangen oder doch als unbedeutend im Vergleich zu ihrem Mann dargestellt.

### 20./21. Jahrhundert
Schon bald nach ihrem Tod geriet die Künstlerin Duttenhofer in Vergessenheit, nicht zuletzt deswegen, weil ihre Werke sich fast alle in Privatbesitz befanden und weil der Scherenschnitt noch immer nicht als anerkannte Kunstgattung galt. Auch wenn sich bedeutende Künstler wie Philipp Otto Runge, Moritz von Schwind, Adolph Menzel und Henri Matisse im 19. und 20. Jahrhundert mit dem Scherenschneiden beschäftigten, führte dies nicht zu einer entsprechenden Anerkennung dieses Zweiges der Kunst.
Dem Kunsthistoriker Gustav Edmund Pazaurek (1865–1935) ist die Wiederentdeckung der Duttenhofer zu verdanken. Er veranstaltete 1908 als Leiter des Landesgewerbemuseums in Stuttgart ihre erste Einzelausstellung. Durch einen Artikel in Westermanns Monatsheften (1909), einen Literatur- und Kunst-Kalender (1922) und einen ersten Bildband (1924) beförderte er weiterhin die Erinnerung an Duttenhofers Werk. Nachdem Otto Tafel 1911 und 1933 dem Marbacher Literaturarchiv einen großen Bestand an Duttenhoferschen Werken vermachte, trugen die Archivdirektoren Otto Güntter (1858–1949) und Manfred Koschlig (1911–1979) durch einschlägige Veröffentlichungen zur weiteren Popularisierung ihres Werks bei. Zu ihrem 150. Todestag fand 1979 im Literaturarchiv die zweite Einzelausstellung für Luise Duttenhofer statt. Auch literarisch findet sie in Büchern, Aufsätzen und Erwähnungen oder durch die Abbildung ihrer Werke immer mehr Anerkennung, auch von der Fachwissenschaft. Die meisten ihrer Werke sind allerdings für die Allgemeinheit nicht zugänglich, da sie im Literaturarchiv lagern. Ein eigenes Museum oder wenigstens ein Luise Duttenhofer gewidmeter Ausstellungsraum könnte Abhilfe schaffen.
Luise Duttenhofer ist zwar keine populäre Künstlerin, die breiten Eingang ins Vokabular der Werbe- und Modeindustrie gefunden hätte, aber wenigstens drei ihrer Scherenschnitte sind als Werbelogos bzw. als Briefmarke breiteren Kreisen bekannt geworden (wenn auch die wenigsten wissen, von wem die Vorlage stammt). Die 2011 fünfzig Jahre alt gewordene Antiquariatsmesse Stuttgart verwendet, leicht verfremdet, den lesenden Ludwig Tieck als „Aushängeschild“ für ihre Veröffentlichungen. Die Osiandersche Buchhandlung in Tübingen erkor den Schnitt des ebenfalls lesenden Ludwig Uhland zu ihrem Logo, wenn auch nur als Ausschnitt. Schließlich diente der Schnitt Brentano als Schmetterling als Vorlage für die Sonderbriefmarke zu Clemens Brentanos 150. Geburtstag im Jahr 1978.

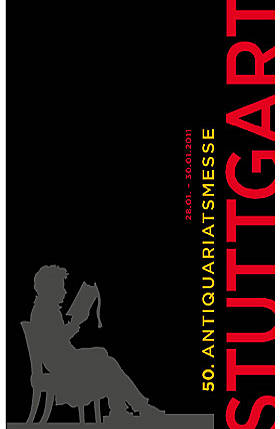
Katalog der 50. Antiquariatsmesse Stuttgart 2010
Logo der Osianderschen Buchhandlung
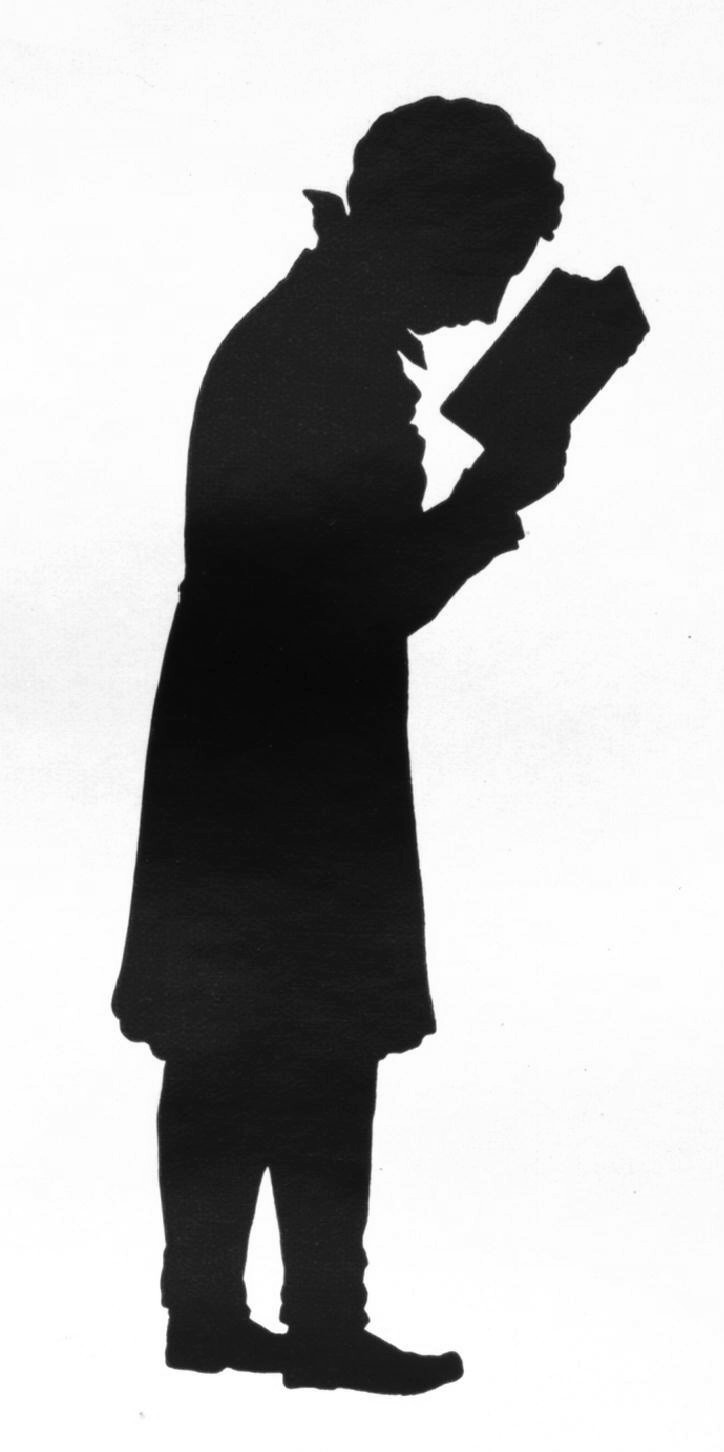
Ludwig Uhland als Advokat, Scherenschnitt von Luise Duttenhofer
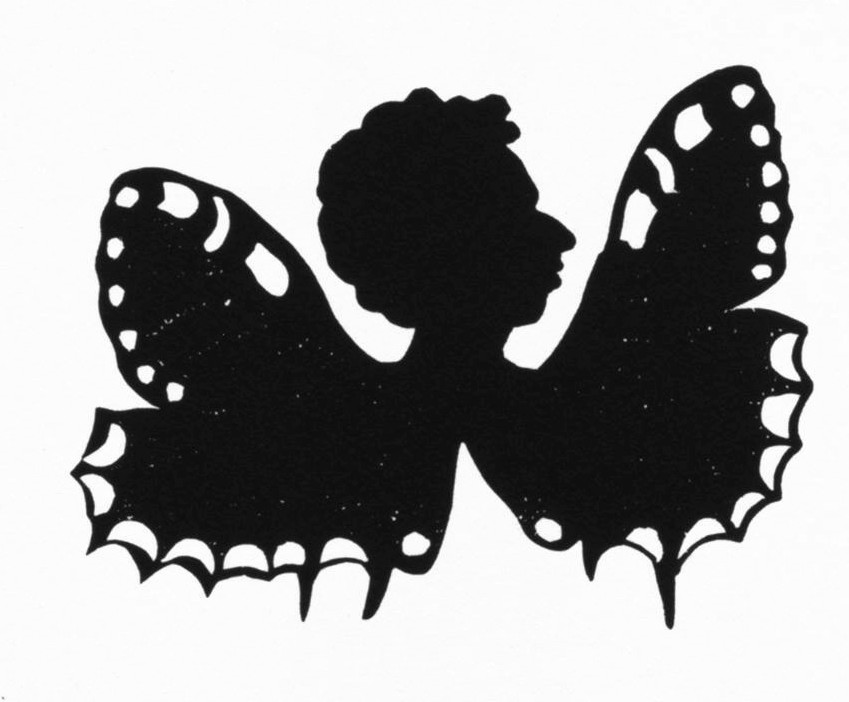
Brentano als Schmetterling, Scherenschnitt von Luise Duttenhofer

### Biographische Nachschlagewerke
- Duttenhofer, Christiane Luise. In: Ulrich Thieme (Hrsg.): Allgemeines Lexikon der Bildenden Künstler von der Antike bis zur Gegenwart. Begründet von Ulrich Thieme und Felix Becker. Band 10: Dubolon–Erlwein. E. A. Seemann, Leipzig 1914, S. 237 (Textarchiv – Internet Archive).
- David E. L. Thomas: Duttenhofer, (geb. Hummel), Christiane Luise. In: Allgemeines Künstlerlexikon. Die Bildenden Künstler aller Zeiten und Völker (AKL). Band 31, Saur, München u. a. 2001, ISBN 3-598-22771-X, S. 292 f.

### Leben und Werk
- Max von Boehn: Miniaturen und Silhouetten. Ein Kapitel aus Kulturgeschichte und Kunst. München 1917, S. 191–193, 198–199, 3 Abbildungen.
- Michael Davidis: Zwischen Klassizismus und Romantik. Die Scherenschneiderin Luise Duttenhofer (1776–1829). In: Schwäbische Heimat, 71. Jg. 2020, Heft 3, S. 299–306 (online). 10 Abbildungen
- Walter Hagen: Manfred Koschlig: Die Schatten der Luise Duttenhofer [Rezension zu Koschlig 1968]. In: Zeitschrift für württembergische Landesgeschichte 28.1969, S. 472–474.
- Friederun Hardt-Friederichs: Begegnung: Luise Duttenhofer und Therese Huber. 2007, 2 Abbildungen readingwoman.org.
- Ursula und Otto Kirchner: Zu Lande, zu Wasser und in der Luft. Das Motiv der Fortbewegung bei Luise Duttenhofer. In: Ursula und Otto Kirchner (Herausgeber): Unterwegs. Wie und wohin? Das Motiv der Fortbewegung im Scherenschnitt. München 2010, ISBN 978-3-940061-40-9, S. 6–15.
- Manfred Koschlig: Luise Duttenhofer in Selbstzeugnissen. In: Stultifera navis 10.1953, S. 14–30, 20 Abbildungen.
- Manfred Koschlig: Einige Mitteilungen zum Aufsatz über Luise Duttenhofer. In: Stultifera navis 11.1954, S. 50–52.
- Manfred Koschlig: Ein Donum der Duttenhofer. In: Librarium, 3.1960, S. 117–126, 7 Abbildungen.
- Manfred Koschlig: Auch hier ist Arkadien. Neues von der Wunderschere der Madame Duttenhofer. In: Librarium, 10.1967, S. 124–147, 25 Abbildungen.
- Walther Küenzlen: Louise Duttenhofer. In: Walther Küenzlen: Waiblinger Miniaturen. Stuttgart 1988, S. 86–90.
- Thomas Frank Lang: Die Künstlerin mit der spitzen Schere. Christiane Luise Duttenhofer zum 225. Geburtstag. In: Schlösser Baden-Württemberg, 2001, Heft 2, S. 10–13.
- Edith Neumann: Künstlerinnen in Württemberg. Zur Geschichte des Württembergischen Malerinnen-Vereins und des Bundes Bildender Künstlerinnen Württembergs, Band 1, Stuttgart 1999, S. 30–33, 1 Abbildung.
- NN: Vom Schillermuseum in Marbach [Überlassung von Werken Luise Duttenhofers durch Otto Tafel]. In: Schwäbischer Merkur Nr. 11 vom 9. Januar 1912, S. 5–6.
- Gustav Edmund Pazaurek: Schwarzkunst in Schwaben. Eine Silhouettenstudie. In: Westermanns Monatshefte 105. 1908–1909, S. 546–568, 50 Abbildungen. Die Seiten eines überarbeiteten Sonderabdrucks sind fortlaufend durchnummeriert von 1 bis 24.
- Gustav Edmund Pazaurek: Louise Duttenhofer. Eine Silhouettenstudie mit 14 Abbildungen im Kalendarium und 8 im Text. In: Von schwäbischer Scholle. Kalender für schwäbische Literatur und Kunst 1922, Kalenderblätter Januar bis Dezember, S. 54–61, 25 Abbildungen Gustav Edmund Pazaurek: Louise Duttenhofer. Eine Silhouettenstudie. Heilbronn 1921 (PDF).
- Frank Raberg: Luise Duttenhofer 1776–1829. Vor 230 Jahren geboren. In: Momente 2006, Heft 2, Seite 21.
- Sebastian Rahtz: The Protestant Cemetery Catalogue, Rom 2000 acdan.it (PDF; 2,5 MB).
- Ernst Schedler: Scherenschnitte von Luise Duttenhofer. In: Oberstenfeld – Gronau – Prevorst in Geschichte und Geschichten, Band 4, Horb am Neckar 2008, S. 112–143, 53 Abbildungen.
- Hannelore Schlaffer: Luise Duttenhofer (1776–1829). Schwarzweiße Eindeutigkeit. In: Birgit Knorr; Rosemarie Wehling: Frauen im deutschen Südwesten, Stuttgart 1993, S. 123–127.
- Hannelore Schlaffer: Luise Duttenhofer (1776–1829). In: Elisabeth Noelle-Neumann (Herausgeberin): Baden-Württembergische Portraits. Frauengestalten aus fünf Jahrhunderten, Stuttgart 2000, S. 60–63.
- Gustav Schwab: [Nekrolog auf Christiane Louise Duttenhofer]. In: Morgenblatt für gebildete Stände Nr. 154 vom 29. Juni 1829, S. 613–615 (in Frakturschrift) books.google.com. Nachdruck in lateinischer Schrift: Koschlig 1953, S. 14–19, und Koschlig 1968, Seite XXII-XXVII.
- Julia Sedda: Teestündchen, Lesekränzchen und Blumenstecken, das Alltagsleben der bürgerlichen Frau in den Scherenschnitten um 1800 von Luise Duttenhofer. In: Schwarz auf Weiß 2006, Heft 29, Titelseite, S. 1–4. Online-Version: scherenschnitt.org.
- Julia Sedda: Antikes Wissen. Die Wiederentdeckung der Linie und der Farbe Schwarz am Beispiel der Scherenschnitte von Luise Duttenhofer (1776–1829) . In: Ulrich Johannes Schneider (Herausgeber): Kulturen des Wissens im 18. Jahrhundert, Berlin 2008, S. 479–488.
- Julia Sedda: Reading Circles, Crafts and Flower Arranging. Everyday Items in the Silhouettes of Luise Duttenhofer (1776-1829) . In: Maureen Daly Goggin (Herausgeber); Beth Fowkes Tobin (Herausgeber): Women and Things, 1750-1950. Gendered Material Strategies, Farnham 2009. Seite 109–128.
- Julia Sedda: Antikenrezeption und christliche Tradition. Das Scherenschnittwerk der Luise Duttenhofer, Dissertation, Tübingen 2012.
- Julia Sedda: Die Scherenschneiderin Luise Duttenhofer (1776-1829), Stuttgart 2013.
- Arnold Wolff: Sulpiz Boisserée. Der Briefwechsel mit Moller, Schinkel und Zwirner, Köln 2008, S. 529–530.

### Bildbände
- Otto Güntter (Herausgeber): Aus klassischer Zeit. Scherenschnitte, Stuttgart 1937.
- Martin Knapp: Deutsche Schatten- und Scherenbilder aus drei Jahrhunderten, Dachau bei München [1916], Frontispiz, S. 40–43, 11 Abbildungen.
- Manfred Koschlig (Herausgeber): Die Schatten der Luise Duttenhofer. Eine Auswahl von 147 Scherenschnitten, Marbach 1968, 140 Tafeln, 149 Abbildungen.
- Gustav Edmund Pazaurek: Die Scherenkünstlerin Luise Duttenhofer (1776–1829), Stuttgart 1924, 26 Tafeln, 101 Abbildungen Gustav Edmund Pazaurek: Die Scherenkünstlerin Luise Duttenhofer (1776–1829). Stuttgart 1924 (PDF).
- Hans Rühl; Gertrud Fiege: Scherenschnitte von Luise Duttenhofer. Faksimile-Druck von 147 Tafeln aus der Sammlung im Schiller-Nationalmuseum / Deutschen Literaturarchiv in Marbach, Aarau 1978.
- Hannelore Schlaffer: Die Scherenschnitte der Luise Duttenhofer. Frankfurt 1986.

### Ausstellungen
- 1812, Stuttgart – Erste Kunst-Ausstellung in Stuttgart im Alten Schloss, im Mai 1812.

Heinrich Rapp: Die erste Kunst-Ausstellung in Stuttgart. In: Morgenblatt für gebildete Stände, Nr. 127 vom 27. Mai 1812, S. 505–507, Nr. 135 vom 5. Juni 1812, S. 537–539, hier: Seite 537 Heinrich Rapp: Die erste Kunst-Ausstellung in Stuttgart (1812) (PDF).
- 1824, Stuttgart – Kunstausstellung in Stuttgart, im September 1824.

Ludwig Schorn: Kunstausstellung in Stuttgart, im September 1824. In: Morgenblatt für gebildete Stände, Kunstblatt Nr. 84 vom 18. Oktober 1824, S. 333–336, Nr. 88 vom 1. November 1824, S. 349–351, hier: Seite 352 Ludwig Schorn: Kunstausstellung in Stuttgart, im September 1824.
- 1908, Stuttgart – Duttenhofer-Ausstellung im Landesgewerbemuseum

H. T.: Stuttgart. In: Die Kunst. Monatshefte für freie und angewandte Kunst, Band 17.1908, S. 405.
- 1909, Düsseldorf – Silhouetten-Ausstellung im Kunstgewerbe-Museum

G. Howe: Düsseldorf. In: Die Kunst, Monatshefte für freie und angewandte Kunst 19.1909, S. 437.
- 1913, Breslau – Historische Ausstellung zur Jahrhundertfeier der Freiheitskriege

Karl Masner, Erwin Hintze (Herausgeber): Die Historische Ausstellung zur Jahrhundertfeier der Freiheitskriege Breslau 1913, 2 Bände, Breslau 1916.
- 1914, Leipzig – Internationale Ausstellung für Buchgewerbe und Graphik.

Martin Knapp: Psaligraphie, Silhouetten, Schablonen, Schattenspielfiguren. In: Rudolf von Larisch (Herausgeber): Amtlicher Katalog der Internationalen Ausstellung für Buchgewerbe und Graphik Leipzig 1914. Leipzig 1914, S. 195, 197.
- 1979–1980, Waiblingen, Heidelberg, Heidenheim – Luise Duttenhofer 5. April 1776 – 16. Mai 1829. Eine Ausstellung des Schiller-Nationalmuseums und des Deutschen Literaturarchivs Marbach am Neckar zum 150. Todestag in Waiblingen (1979), Heidelberg (1980) und Heidenheim (1980).

Gertrud Fiege: Die Scherenschneiderin Luise Duttenhofer. Marbach 1979, 2. Auflage 1990; 17 Abbildungen.
- 1993, Stuttgart – Schwäbischer Klassizismus zwischen Ideal und Wirklichkeit 1770–1830. Ausstellung der Staatsgalerie Stuttgart vom 15. Mai bis 8. August 1993.

Gertrud Fiege: Luise Duttenhofer geb. Hummel (1776–1829). In: Christian von Holst (Hrsg.): Schwäbischer Klassizismus zwischen Ideal und Wirklichkeit, Aufsätze. Stuttgart 1993, S. 159–164, 6 Abbildungen.
- 1999, Gotha/Konstanz – Zwischen Ideal und Wirklichkeit. Künstlerinnen der Goethe-Zeit zwischen 1750 und 1850. Ausstellung im Schloßmuseum Gotha vom 1. April bis 18. Juli 1999 und im Rosgartenmuseum Konstanz vom 25. August bis 24. Oktober 1999.

Astrid Reuter: [Scherenschnitte und Kurzbiographie von Luise Duttenhofer]. In: Bärbel Kovalevski (Hrsg.): Zwischen Ideal und Wirklichkeit. Künstlerinnen der Goethe-Zeit zwischen 1750 und 1850. Ostfildern-Ruit 1999, S. 7, 107–108, 130, 144–145, 331.

### Einzelne Werke
Alphabetisch nach Werktitel und nach dem Jahr der Publikation.
- Amor und Psyche.

Gertrud Fiege: Antikisches schwarzweiß – Luise Duttenhofers Scherenschnitte zu „Amor und Psyche“. In: Jochen Meyer (Herausgeber): Antike in Sicht: Strandgut aus dem Deutschen Literaturarchiv, Marbacher Magazin, Band 107, Marbach 2004, S. 80–83.
- Angelika Kauffmann im Atelier, Dannecker im Atelier, Matthisson vor der Büste Schillers, Uexküll im Atelier Eberhard Wächters.

Beate Frosch: Christiane Luise Duttenhofer. In: Christian von Holst (Herausgeber): Schwäbischer Klassizismus zwischen Ideal und Wirklichkeit. Katalog, Stuttgart 1993, S. 286–288, 446.
- Ariadne auf dem Panther.

Gertrud Fiege; Mathias Michaelis: Wie Ariadne auf den Panther kam. In: Schwarz auf weiß 2000, Heft 15, S. 15–16, 2005, Heft 26, Seite 25, 3 Abbildungen.
- Buchillustrationen.
  - Christian Gottlob Vischer: Lautentöne. Eine Sammlung lyrischer Gedichte [mit 5 Scherenschnitten von Luise Duttenhofer], Frankfurt am Main 1821 Christian Gottlob Vischer: Lautentöne, Frankfurt am Main, 1821 (PDF).
  - Manfred Koschlig (Herausgeber): Schwäbische Kunde. Balladen und Romanzen von Schiller, Kerner, Uhland, Schwab und Mörike. Mit 7 Scherenschnitten von Luise Duttenhofer, Marbach 1951, 7 Abbildungen.
- Charon (nach dem Gedicht von Goethe).
  - Johann Wolfgang von Goethe: Charon. Neugriechisch. In: Ueber Kunst und Alterthum 4.1823, S. 49–50.
  - Johann Wolfgang von Goethe: Zu Charon, dem Neugriechischen. In: Ueber Kunst und Alterthum 4.1823, S. 165–167.
  - Ludwig Schorn: Charon von Goethe. Aufforderung an Bildner und Maler. In: Morgenblatt für gebildete Stände, Kunstblatt Nr. 6 vom 19. Januar 1824, S. 21–22.
  - Ludwig Schorn: Charon. Neugriechisch. In: Morgenblatt für gebildete Stände, Kunstblatt Nr. 10 und 11 vom 6. Februar 1826, S. 37–44, Urteil über Luise Duttenhofers Scherenschnitt: Seite 41.
  - Karl Leybold: [Lithographie der preisgekrönten Charon-Zeichnung]. In: Morgenblatt für gebildete Stände, Kunstblatt Nr. 20 vom 9. März 1826, Beilage.[45]

Zusammenfassung der oben genannten Quellen über den Wettbewerb zur bildnerischen Darstellung von Goethes Charon: Goethes Charon, Quellen zum bildnerischen Wettbewerb (PDF).
- Faun mit Amorette.

Friedrich von Matthisson; Erich Wege (Herausgeber): Das Stammbuch Friedrich von Matthissons, Band 1: [Faksimile], Göttingen [2007], Nr. 39 auf Seite 47, Band 2: Transkription und Kommentar zum Faksimile, Göttingen 2007, S. 64–65.
- Friedrich Rückert.

Jürgen Erdmann (Herausgeber): 200 Jahre Friedrich Rückert 1788–1866, Dichter und Gelehrter, Katalog der Ausstellung, Coburg 1988, Seite 8, 43–44, 46, 1 Abbildung.
- Friedrich von Schiller

Unterberger, Rose: Friedrich Schiller, Orte und Bildnisse. Ein biographisches Bilderbuch, Stuttgart 2008, Seite 154.
- Geschwister Scheffer.

Michael Davidis: Das Deutsche Literaturarchiv Marbach erhält ein kostbares Werk der Künstlerin Luise Duttenhofer (1776–1829). In: Schwarz auf weiß 2006, Heft 29, Seite 5.
- Goethe in Stuttgart 1797.

Gertrud Fiege: „Goethe in Stuttgart 1797“. Von Luise Duttenhofer. In: Jahrbuch der Deutschen Schillergesellschaft 53.2009, S. 11–18.
- Hoffnung, Himmelfahrt, Vaterunser.

Gertrud Fiege: „Hoffnung“ und „Himmelfahrt“. Religiöse Themen bei Luise Duttenhofer (1776–1829). In: Schwarz auf Weiß, 2009, Heft 35, S. 30–31.
- Ludwig Tieck

Irene Ferchl: Schmucke Schmöker [50. Stuttgarter Antiquariatsmesse]. In: Stuttgarter Zeitung, 25. Januar 2011, Seite 24.
- Psyche-Scherenschnitte

Christiane Holm: Amor und Psyche. Die Erfindung eines Mythos in Kunst, Wissenschaft und Alltagskultur (1765–1840) , München 2006, S. 214–217, 2 Abbildungen.
- Schiller’s Apotheose.

Gertrud Fiege: Luise Duttenhofer: Schiller’s Apotheose. In: Schwarz auf weiß 2001, Heft 17, S. 22–23, 1 Abbildung.
- Sulpiz Boisserée, Mathilde Rapp

Günther Bernhard Sellen: Sulpiz Boisserée ⚭ Mathilde Rapp? Zu einem fragmentarischen Ehepaarbildnis. In: Kölner Domblatt 48, 1983, Titelbild, S. 283–287, 4 Abbildungen.
Albert Verbeek: Sulpiz Boisserée auf den Turmspitzen des Kölner Domes. Ein satirischer Scherenschnitt von Luise Duttenhofer. In: Kölner Domblatt 8/9, 1954, S. 201–202, 1 Abbildung.
- Vasen

Christian Friedrich Duttenhofer: Ideen für Vasen, 6 Hefte geplant, mindestens 2 Hefte erschienen, Stuttgart 1810–1811. Die Hefte sind laut KVK (Karlsruher Virtueller Katalog) in keiner deutschen Bibliothek vorhanden.
NN: Ankündigung für Kunstfreunde [Subskriptionsangebot für Duttenhofer 1810–1811]. In: Intelligenz-Blatt des Journals des Luxus und der Moden, Nr. 3 vom Mai 1810, Seite XLVII.
NN: [Anzeige des zweiten Hefts von Duttenhofer 1810–1811]. In: Intelligenz-Blatt zum Morgenblatt für gebildete Stände, 1811, Nr. 13, Seite 49.
- Verschiedenes

Ernst Biesalski: Scherenschnitt und Schattenriß. Kleine Geschichte der Silhouettenkunst, München 1978, S. 49–54.
Hans Helmut Jansen; Rosemarie Jansen: Künstlerinnen des Scherenschnitts. In: Ruperto Carola 42.1967, S. 53–64, besonders Seite 53, 55–56, 58–60, 4 Abbildungen.
Sigrid Metken: Geschnittenes Papier: eine Geschichte des Ausschneidens in Europa von 1500 bis heute, München 1978, S. 135–136, 146–147, 8 Abbildungen.
Susanne Schläpfer-Geiser; Sabina Nüssli: Scherenschnitte. Material, Techniken, Geschichte, Bern 1994, S. 126–128.
Herbert H. Wagner: Die Schatten der Freundschaft. Silhouetten der Goethezeit von Künstlern und Dilettanten. In: Kunst und Antiquitäten 1977, Heft 5, S. 21–28, hier: Seite 26–27.
- Wassernymphe und Amoretten.

Christa Weber: Luise Duttenhofer. In: Schwarz auf Weiß 2002, Heft 21, Seite 6.

### Literarische Scherenschnitte
- Aloys Blumauer: Glaubensbekenntniß eines nach Wahrheit Ringenden [1782]. In: Aloys Blumauer:  Sämmtliche Werke, Teil 3, Königsberg 1827, Seite 3–10 books.google.de.
- Matthias Claudius: Der glückliche Bauer. In: Matthias Claudius: Werke in einem Band, München [1976], Seite 360–362 zeno.org.
- Johann Wolfgang von Goethe: Alexis und Dora. In: Friedrich Schiller (Hg.): Musen-Almanach für das Jahr 1797, Tübingen 1797, Seite 1–17 Schiller Musenalmanach 1797 001.jpg.
- Christian Gottlob Vischer: Lautentöne. Eine Sammlung lyrischer Gedichte, Frankfurt am Main 1821 Vischer, Christian Gottlob, Lautentöne, Frankfurt am Main 1821.